# 2016-os Formula–1 világbajnokság
A 2016-os Formula–1 világbajnokság sorrendben a 67. Formula–1-es szezon volt. A szezon 21 versenyből állt,  11 csapat 23 versenyzővel állt rajthoz. A konstruktőri világbajnoki címet a Mercedes szerezte meg, az egyéni pontverseny élén pedig Nico Rosberg végzett, aki pályafutása első világbajnoki címét szerezte meg.
Az idényt megelőzően több szabálymódosítás is történt. Max Verstappen előző évi debütálása több negatív kritikát is kiváltott a holland versenyző kora miatt (mindössze 17 éves volt), ezért a Nemzetközi Automobil Szövetség 18 évben minimalizálta az újoncok életkorát. Új helyszínként bemutatkozott az azerbajdzsáni Baku, ahol utcai pályán rendezték meg az  Európa Nagydíjat. Ez az idény lett a sportág történetének leghosszabb szezonja, a versenynaptár 21 nagydíjhétvégét tartalmazott. A pilóták az első versenyt március 20-án Melbourneben, az utolsót november 27-én Abu-Dzabiban teljesítették.
Új időmérős rendszert vezettek be, de a versenyzők és a rajongók körében is népszerűtlen változtatás csak két nagydíj hétvégét ért meg. Az idény során a Mercedes pilótái 19 futamon diadalmaskodtak – érdekesség, hogy Lewis Hamilton tíz, míg a végül világbajnok Nico Rosberg csak kilenc futamot nyert, mégis utóbbi végzett a pontverseny élén – és 765 megszerzett pontjukkal új rekordot állítottak fel a vonatkozó listán. A német gyártó pilótáin kívül csak a Red Bull párosa tudott versenyt nyerni. Barcelonában Max Verstappen a sportág történetének legfiatalabb futamgyőztese lett.

## Az új Formula–1

### Változtatások 2016-tól
2016-tól az előszezoni tesztek száma háromról kettőre csökkent. A minimum versenyzői korhatárt 18 évben állapították meg. Az FIA Stratégiai Munkacsoportjának 2015. májusi döntése alapján a csapatok ettől az évtől szabadon választhattak a  Pirelli elérhető öt gumiabroncsa közül futamonként (az addigi kettő helyett) hármat, amik között megjelentek az új ultralágy gumik. A pilótákat ezen felül ettől az évtől kezdve csapatonként eltérő gumistratégiákra tehették a teljes versenyhétvégére vonatkozólag. Ebben az évben olyan szabályt hoztak, hogy abban az esetben, ha véletlenül eltérő gumikeverékek kerülnek fel egyidejűleg egy pilóta autójára, maximum három kört tartózkodhat velük a pályán.
Tovább szigorították a pilóták és a csapat kommunikációját, miszerint ebben az évben minden stratégiai illetve a legtöbb műszaki utasítás vagy információ közlése tilos volt, ezek alól csak a biztonsági információk képeztek kivételt. A szabályozást a magyar nagydíj után, július végén eltörölték. A virtuális biztonsági autó (VSC) rendszer ettől az évtől nem csak a futamon, de a teljes versenyhétvége folyamán életbe léphetett.
Megemelték a 100 kg-os üzemanyaglimitet is, a motorok teljesítményének megnövelése érdekében. Az autókat hangosabbá tették átalakított kipufogórendszerek segítségével, valamint az autók külseje is agresszívebb lett szélesebb nyomtáv és gumik, valamint új kialakítású szárnyak és padlólemez alkalmazásával. Ezáltal a leszorítóerő is nőtt.
Ettől az évtől bevezették a Nap versenyzője (Driver of the Day) elismerést, amelyet a közönség szavazatai alapján az adott futam legjobban teljesítő versenyzője kapott meg.
| A rajthelyek megállapítása: |
| --- |
| Q1 07:00 – 22. hely 08:30 – 21. hely 10:00 – 20. hely 11:30 – 19. hely 13:00 – 18. hely 14:30 – 17. hely 16:00 – 16. hely* Q2 06:00 – 15. hely 07:30 – 14. hely 09:00 – 13. hely 10:30 – 12. hely 12:00 – 11. hely 13:30 – 10. hely 15:00 – 9. hely* Q3 05:00 – 8. hely 06:30 – 7. hely 08:00 – 6. hely 09:30 – 5. hely 11:00 – 4. hely 12:30 – 3. hely 14:00 – 2. hely* és pole-pozíció* * – Befejezheti megkezdett körét. |

### Az új időmérő-rendszer
Ettől az évtől újfajta, folyamatos kiesésen alapuló időmérő rendszert vezettek volna be a Formula–1-ben. Az időmérő edzés eszerint a következő feltételekkel működött volna : a Q1 hossza 16, a Q2-é 15, míg a Q3-é 14 perc (azaz az összesített 45 perc megmaradt), azonban bizonyos időpontokban (a Q1-ben a 7., a Q2-ben a 6., a Q3-ban pedig az 5. perctől kezdve másfél perces időközökkel) az utolsó helyen álló versenyző automatikusan kiesik. Az etapok során, az idő letelte után a maradék versenyzők befejezhetik megkezdett köreiket, ez alapján kerül megállapításra a 16., a 9. és az első helyezett. A Q3-ba tíz helyett csupán nyolc pilóta jut tovább, az utolsó másfél percben pedig már csak a két leggyorsabb versenyző marad pályán, hogy megszerezze a pole-pozíciót. A korábbi évekhez hasonlóan a Q3 résztvevői a második etapban használt szetteken kellett rajthoz állniuk (kivéve az esőgumikat).
Ez az időmérő rendszer azonban csupán a szezon első két futamán (Ausztráliában és Bahreinben) volt életben, és mivel mind a két alkalommal kudarcnak bizonyult, mind a versenyzők, mind a sajtó, mind pedig a közönség visszajelzései alapján. Ezért a szezon harmadik futamától, a kínai nagydíjtól kezdve visszaálltak a 2015-ig használt „klasszikus” időmérő rendszerre.

## Közvetítések
Ebben az évben is az M4 Sport közvetítette Magyarországon a futamokat, a kommentátorok Szujó Zoltán és Wéber Gábor voltak. 2016-ban már az összes hétvégi eseményt (beleértve a szabadedzéseket is) képernyőre tűzték, a Boxutca magazin pedig csütörtökönként jelentkezett. A két addigi utazó riporter, Bobák Róbert és Ujvári Máté mellé Szeleczky Ádám csatlakozott harmadik váltótársként. A szakértők továbbra is Magyarország legjobb pályaautó versenyzői voltak: Kiss Pál Tamás, Kiss Norbert és Michelisz Norbert. A 2016-os labdarúgó-Európa-bajnokság mérkőzéseivel történő időbeni ütközés miatt a kanadai és az európai nagydíj közvetítése a Dunán volt látható, csakúgy mint a brazil nagydíj, amely a magyar labdarúgó-válogatott Andorra elleni mérkőzésével egy időben került megrendezésre. A stáb állandó szinkrontolmácsa ebben az évben is Gether Dénes volt, aki elsősorban az időmérő és futam utáni, illetve a versenyzői parádén készült interjúkat fordította (kivéve a magyar nagydíjat, ahol minden interjút ő fordított).

## Átigazolások

### Csapatváltások
- Romain Grosjean; Lotus F1 Team pilóta → Haas F1 Team pilóta[13]
- Danyiil Kvjat; Red Bull Racing pilóta → Scuderia Toro Rosso pilóta[14] (a szezon 4. futamát követően)
- Max Verstappen; Scuderia Toro Rosso pilóta → Red Bull Racing pilóta[14] (a szezon 4. futamát követően)

### Újonc pilóták
- Jolyon Palmer; Lotus F1 Team tesztpilóta → Renault F1 Team pilóta[15]
- Pascal Wehrlein; DTM HWA Team pilóta → Manor Racing pilóta[16]
- Rio Haryanto; GP2 Campos Racing pilóta → Manor Racing pilóta[17]
- Stoffel Vandoorne; GP2 ART Grand Prix pilóta → McLaren pilóta (Fernando Alonso helyén a bahreini nagydíjon)[18]
- Esteban Ocon; DTM ART Grand Prix pilóta → Manor Racing pilóta (a belga nagydíjtól, Rio Haryanto helyén)[19]

### Visszatérő pilóták
- Esteban Gutiérrez; Scuderia Ferrari tesztpilóta → Haas F1 Team pilóta[20]
- Kevin Magnussen; McLaren tesztpilóta → Renault F1 Team pilóta[21]

### Távozó pilóták
- Pastor Maldonado; Lotus F1 Team pilóta →[22]
- Alexander Rossi; Manor Marussia pilóta → IndyCar Series, Andretti Autosport pilóta, Manor Racing tesztpilóta[23][24]
- Will Stevens; Manor Marussia pilóta → WEC, Manor Motorsport pilóta[25]
- Roberto Merhi;  Manor Marussia pilóta → WEC, Manor Motorsport pilóta[26]
- Rio Haryanto; Manor Racing pilóta → (a német nagydíj után)[27]

### Év közbeni pilótacserék
- Rio Haryanto[27] szponzoráció hiányában a német nagydíj után elhagyta Manor Racinget, helyére  Esteban Ocon[19] érkezett.

### Debütáló csapatok
- Haas F1 Team[28]

### Visszatérő csapatok
- Renault Sport F1 Team (a megszűnt Lotus F1 Team jogutódjaként)[29]

### Motorszállító-váltások
- A  Manor Racing  Ferrari motorokról  Mercedes motorokra váltott.
- A  Toro Rosso  Renault motorokról előző évi  Ferrari motorokra váltott.

## A szezon előtt

### Új autófejlesztések
| Konstruktőr | Autó          | Bemutató ideje | Bemutató helye             |
| ----------- | ------------- | -------------- | -------------------------- |
| Renault     | RS16          | február 3.     | Párizs, Franciaország      |
| Williams    | FW38          | február 19.    | online                     |
| Ferrari     | SF16-H        | február 19.    | Maranello, Olaszország     |
| McLaren     | MP4-31        | február 21.    | Woking, Egyesült Királyság |
| Haas        | VF-16         | február 21.    | Barcelona, Spanyolország   |
| Mercedes    | F1 W07 Hybrid | február 21.    | Barcelona, Spanyolország   |
| Force India | VJM09         | február 22.    | Barcelona, Spanyolország   |
| Red Bull    | RB12          | február 22.    | Barcelona, Spanyolország   |
| Manor       | MRT05         | február 22.    | Barcelona, Spanyolország   |
| Sauber      | C35           | február 29.    | Barcelona, Spanyolország   |
| Toro Rosso  | STR11         | március 1.     | Barcelona, Spanyolország   |

### Tesztek
| Dátum       | Helyszín                 | Pálya                | Leggyorsabb versenyző | Csapat             | Idő      | Kör |
| ----------- | ------------------------ | -------------------- | --------------------- | ------------------ | -------- | --- |
| Február 22. | Barcelona, Spanyolország | Circuit de Catalunya | Sebastian Vettel      | Ferrari            | 1:24,939 | 69  |
| Február 23. | Barcelona, Spanyolország | Circuit de Catalunya | Sebastian Vettel      | Ferrari            | 1:22,810 | 126 |
| Február 24. | Barcelona, Spanyolország | Circuit de Catalunya | Nico Hülkenberg       | Force India        | 1:23,110 | 99  |
| Február 25. | Barcelona, Spanyolország | Circuit de Catalunya | Kimi Räikkönen        | Ferrari            | 1:23,477 | 80  |
| Március 1.  | Barcelona, Spanyolország | Circuit de Catalunya | Nico Rosberg          | Mercedes           | 1:23,022 | 82  |
| Március 2.  | Barcelona, Spanyolország | Circuit de Catalunya | Valtteri Bottas       | Williams-Mercedes  | 1:23,261 | 108 |
| Március 3.  | Barcelona, Spanyolország | Circuit de Catalunya | Kimi Räikkönen        | Ferrari            | 1:22,765 | 136 |
| Március 4.  | Barcelona, Spanyolország | Circuit de Catalunya | Sebastian Vettel      | Ferrari            | 1:22,852 | 142 |
| Május 17.   | Barcelona, Spanyolország | Circuit de Catalunya | Sebastian Vettel      | Ferrari            | 1:23,220 | 103 |
| Május 18.   | Barcelona, Spanyolország | Circuit de Catalunya | Max Verstappen        | Red Bull-TAG Heuer | 1:23,267 | 118 |

Részletes teszteredmények
| Barcelona, Spanyolország                                                                            | Barcelona, Spanyolország | Barcelona, Spanyolország | Barcelona, Spanyolország | Barcelona, Spanyolország | Barcelona, Spanyolország | Barcelona, Spanyolország | Barcelona, Spanyolország | Barcelona, Spanyolország | Barcelona, Spanyolország |
| --------------------------------------------------------------------------------------------------- | ------------------------ | ------------------------ | ------------------------ | ------------------------ | ------------------------ | ------------------------ | ------------------------ | ------------------------ | ------------------------ |
| Időjárás: február 22. — száraz • február 23. — száraz • február 24. — száraz • február 25. — száraz |                          |                          |                          |                          |                          |                          |                          |                          |                          |
| Dátum                                                                                               | Hely.                    | Versenyző                | Csapat/motor             | Modell                   | Idő                      | Kül.                     | Előző                    | Km/ó                     | Kör                      |
| február 22.                                                                                         | 1                        | Sebastian Vettel         | Ferrari                  | SF16-H                   | 1:24,939                 | −                        | -                        | 197,295                  | 69                       |
| február 22.                                                                                         | 2                        | Lewis Hamilton           | Mercedes                 | F1 W07                   | 1:25,409                 | +0,470                   | +0,470                   | 196,209                  | 156                      |
| február 22.                                                                                         | 3                        | Daniel Ricciardo         | Red Bull-TAG Heuer       | RB12                     | 1:26,044                 | +1,105                   | +0,635                   | 194,761                  | 87                       |
| február 22.                                                                                         | 4                        | Valtteri Bottas          | Williams-Mercedes        | FW38                     | 1:26,091                 | +1,152                   | +0,047                   | 194,654                  | 80                       |
| február 22.                                                                                         | 5                        | Alfonso Celis, Jr.       | Force India-Mercedes     | VJM09                    | 1:26,298                 | +1,359                   | +0,207                   | 194,188                  | 58                       |
| február 22.                                                                                         | 6                        | Jenson Button            | McLaren-Honda            | MP4-31                   | 1:26,735                 | +1,796                   | +0,437                   | 193,209                  | 84                       |
| február 22.                                                                                         | 7                        | Carlos Sainz Jr.         | Toro Rosso-Ferrari       | STR11                    | 1:27,180                 | +2,241                   | +0.445                   | 192,223                  | 55                       |
| február 22.                                                                                         | 8                        | Marcus Ericsson          | Sauber-Ferrari           | C34                      | 1:27,555                 | +2,616                   | +0,375                   | 191,400                  | 88                       |
| február 22.                                                                                         | 9                        | Pascal Wehrlein          | Manor-Mercedes           | MRT05                    | 1:28,292                 | +3,353                   | +0,737                   | 189,802                  | 54                       |
| február 22.                                                                                         | 10                       | Romain Grosjean          | Haas-Ferrari             | VF-16                    | 1:28,399                 | +3,460                   | +0,107                   | 189,572                  | 31                       |
| február 22.                                                                                         | 11                       | Jolyon Palmer            | Renault                  | RS16                     | 1:29,356                 | +4,417                   | +0,957                   | 187,542                  | 37                       |
| Forrás                                                                                              |                          |                          |                          |                          |                          |                          |                          |                          |                          |
| február 23.                                                                                         | 1                        | Sebastian Vettel         | Ferrari                  | SF16-H                   | 1:22,810                 | −                        | -                        | 202,367                  | 126                      |
| február 23.                                                                                         | 2                        | Daniel Ricciardo         | Red Bull-TAG Heuer       | RB12                     | 1:23,525                 | +0,715                   | +0,715                   | 200,635                  | 112                      |
| február 23.                                                                                         | 3                        | Sergio Pérez             | Force India-Mercedes     | VJM09                    | 1:23,650                 | +0,840                   | +0,125                   | 200,335                  | 101                      |
| február 23.                                                                                         | 4                        | Lewis Hamilton           | Mercedes                 | F1 W07                   | 1:24,867                 | +2,057                   | +1,217                   | 197,462                  | 172                      |
| február 23.                                                                                         | 5                        | Marcus Ericsson          | Sauber-Ferrari           | C34                      | 1:25,237                 | +2,427                   | +0,370                   | 196,605                  | 108                      |
| február 23.                                                                                         | 6                        | Esteban Gutiérrez        | Haas-Ferrari             | VF-16                    | 1:25,524                 | +2,714                   | +0,287                   | 195,945                  | 79                       |
| február 23.                                                                                         | 7                        | Valtteri Bottas          | Williams-Mercedes        | FW38                     | 1:25,648                 | +2,838                   | +0,124                   | 195,661                  | 134                      |
| február 23.                                                                                         | 8                        | Pascal Wehrlein          | Manor-Mercedes           | MRT05                    | 1:25,925                 | +3,115                   | +0,277                   | 195,031                  | 71                       |
| február 23.                                                                                         | 9                        | Fernando Alonso          | McLaren-Honda            | MP4-31                   | 1:26,082                 | +3,272                   | +0,157                   | 194,675                  | 119                      |
| február 23.                                                                                         | 10                       | Jolyon Palmer            | Renault                  | RS16                     | 1:26,189                 | +3,379                   | +0,107                   | 194,433                  | 42                       |
| február 23.                                                                                         | 11                       | Max Verstappen           | Toro Rosso-Ferrari       | STR11                    | 1:26,539                 | +3,729                   | +0,350                   | 193,647                  | 121                      |
| Forrás                                                                                              |                          |                          |                          |                          |                          |                          |                          |                          |                          |
| február 24.                                                                                         | 1                        | Nico Hülkenberg          | Force India-Mercedes     | VJM09                    | 1:23,110                 | −                        | -                        | 201,636                  | 99                       |
| február 24.                                                                                         | 2                        | Romain Grosjean          | Haas-Ferrari             | VF-16                    | 1:25,874                 | +2,764                   | +2,764                   | 195,146                  | 82                       |
| február 24.                                                                                         | 3                        | Kimi Räikkönen           | Ferrari                  | SF16-H                   | 1:25,977                 | +2,867                   | +0,103                   | 194,913                  | 78                       |
| február 24.                                                                                         | 4                        | Kevin Magnussen          | Renault                  | RS16                     | 1:26,014                 | +2,904                   | +0,037                   | 194,829                  | 111                      |
| február 24.                                                                                         | 5                        | Nico Rosberg             | Mercedes                 | F1 W07                   | 1:26,084                 | +2,974                   | +0,070                   | 194,670                  | 74                       |
| február 24.                                                                                         | 6                        | Carlos Sainz Jr.         | Toro Rosso-Ferrari       | STR11                    | 1:26,239                 | +3,129                   | +0,155                   | 194,320                  | 161                      |
| február 24.                                                                                         | 7                        | Felipe Nasr              | Sauber-Ferrari           | C34                      | 1:26,392                 | +3,282                   | +0,153                   | 193,976                  | 115                      |
| február 24.                                                                                         | 8                        | Lewis Hamilton           | Mercedes                 | F1 W07                   | 1:26,421                 | +3,311                   | +0,029                   | 193,911                  | 88                       |
| február 24.                                                                                         | 9                        | Danyiil Kvjat            | Red Bull-TAG Heuer       | RB12                     | 1:26,497                 | +3,387                   | +0,076                   | 193,741                  | 74                       |
| február 24.                                                                                         | 10                       | Felipe Massa             | Williams-Mercedes        | FW38                     | 1:26,712                 | +3,602                   | +0,215                   | 193,260                  | 109                      |
| február 24.                                                                                         | 11                       | Jenson Button            | McLaren-Honda            | MP4-31                   | 1:26,919                 | +3,809                   | +0,207                   | 192,800                  | 51                       |
| február 24.                                                                                         | 12                       | Rio Haryanto             | Manor-Mercedes           | MRT05                    | 1:28,249                 | +5,139                   | +1,330                   | 189,895                  | 78                       |
| Forrás                                                                                              |                          |                          |                          |                          |                          |                          |                          |                          |                          |
| február 25.                                                                                         | 1                        | Kimi Räikkönen           | Ferrari                  | SF16-H                   | 1:23,477                 | −                        | -                        | 200,750                  | 80                       |
| február 25.                                                                                         | 2                        | Danyiil Kvjat            | Red Bull-TAG Heuer       | RB12                     | 1:24,293                 | +0,816                   | +0,816                   | 198,807                  | 96                       |
| február 25.                                                                                         | 3                        | Alfonso Celis, Jr.       | Force India-Mercedes     | VJM09                    | 1:24,840                 | +1,363                   | +0,547                   | 197,525                  | 75                       |
| február 25.                                                                                         | 4                        | Kevin Magnussen          | Renault                  | RS16                     | 1:25,263                 | +1,786                   | +0,423                   | 196,545                  | 153                      |
| február 25.                                                                                         | 5                        | Max Verstappen           | Toro Rosso-Ferrari       | STR11                    | 1:25,393                 | +1,916                   | +0,130                   | 196,246                  | 110                      |
| február 25.                                                                                         | 6                        | Felipe Nasr              | Sauber-Ferrari           | C34                      | 1:26,053                 | +2,576                   | +0,660                   | 194,740                  | 121                      |
| február 25.                                                                                         | 7                        | Nico Rosberg             | Mercedes                 | F1 W07                   | 1:26,187                 | +2,710                   | +0,134                   | 194,438                  | 86                       |
| február 25.                                                                                         | 8                        | Lewis Hamilton           | Mercedes                 | F1 W07                   | 1:26,295                 | +2,818                   | +0,108                   | 194,194                  | 99                       |
| február 25.                                                                                         | 9                        | Felipe Massa             | Williams-Mercedes        | FW38                     | 1:26,483                 | +3,006                   | +0,188                   | 193,772                  | 54                       |
| február 25.                                                                                         | 10                       | Esteban Gutiérrez        | Haas-Ferrari             | VF-16                    | 1:27,802                 | +4,325                   | +1,319                   | 190,861                  | 89                       |
| február 25.                                                                                         | 11                       | Rio Haryanto             | Manor-Mercedes           | MRT05                    | 1:28,266                 | +4,789                   | +0,464                   | 189,858                  | 51                       |
| február 25.                                                                                         | 12                       | Jenson Button            | McLaren-Honda            | MP4-31                   |                          |                          |                          | -                        | 3                        |
| Forrás                                                                                              |                          |                          |                          |                          |                          |                          |                          |                          |                          |

| Barcelona, Spanyolország                                                                        | Barcelona, Spanyolország | Barcelona, Spanyolország | Barcelona, Spanyolország | Barcelona, Spanyolország | Barcelona, Spanyolország | Barcelona, Spanyolország | Barcelona, Spanyolország | Barcelona, Spanyolország | Barcelona, Spanyolország |
| ----------------------------------------------------------------------------------------------- | ------------------------ | ------------------------ | ------------------------ | ------------------------ | ------------------------ | ------------------------ | ------------------------ | ------------------------ | ------------------------ |
| Időjárás: március 1. — száraz • március 2. — száraz • március 3. — száraz • március 4. — száraz |                          |                          |                          |                          |                          |                          |                          |                          |                          |
| Dátum                                                                                           | Hely.                    | Versenyző                | Csapat/motor             | Modell                   | Idő                      | Kül.                     | Előző                    | Km/ó                     | Kör                      |
| március 1.                                                                                      | 1                        | Nico Rosberg             | Mercedes                 | F1 W07                   | 1:23,022                 | −                        | -                        | 201,850                  | 82                       |
| március 1.                                                                                      | 2                        | Valtteri Bottas          | Williams-Mercedes        | FW38                     | 1:23,229                 | +0,207                   | +0,207                   | 201,348                  | 123                      |
| március 1.                                                                                      | 3                        | Fernando Alonso          | McLaren-Honda            | MP4-31                   | 1:24,735                 | +1,713                   | +1,506                   | 197,770                  | 92                       |
| március 1.                                                                                      | 4                        | Kimi Räikkönen           | Ferrari                  | SF16-H                   | 1:24,836                 | +1,814                   | +0,101                   | 197,534                  | 71                       |
| március 1.                                                                                      | 5                        | Danyiil Kvjat            | Red Bull-TAG Heuer       | RB12                     | 1:25,049                 | +2,027                   | +0,213                   | 197,039                  | 69                       |
| március 1.                                                                                      | 6                        | Lewis Hamilton           | Mercedes                 | F1 W07                   | 1:25,051                 | +2,029                   | +0,002                   | 197,035                  | 89                       |
| március 1.                                                                                      | 7                        | Max Verstappen           | Toro Rosso-Ferrari       | STR11                    | 1:25,176                 | +2,154                   | +0.125                   | 196,746                  | 144                      |
| március 1.                                                                                      | 8                        | Nico Hülkenberg          | Force India-Mercedes     | VJM09                    | 1:25,336                 | +2,314                   | +0,160                   | 196,377                  | 121                      |
| március 1.                                                                                      | 9                        | Felipe Nasr              | Sauber-Ferrari           | C35                      | 1:25,493                 | +2,471                   | +0,157                   | 196,016                  | 103                      |
| március 1.                                                                                      | 10                       | Kevin Magnussen          | Renault                  | RS16                     | 1:25,760                 | +2,738                   | +0,267                   | 195,406                  | 119                      |
| március 1.                                                                                      | 11                       | Esteban Gutiérrez        | Haas-Ferrari             | VF-16                    | 1:26,661                 | +3,639                   | +0,901                   | 193,374                  | 23                       |
| március 1.                                                                                      | 12                       | Rio Haryanto             | Manor-Mercedes           | MRT05                    | 1:27,625                 | +4,603                   | +0,9647                  | 191,247                  | 45                       |
| Forrás                                                                                          |                          |                          |                          |                          |                          |                          |                          |                          |                          |
| március 2.                                                                                      | 1                        | Valtteri Bottas          | Williams-Mercedes        | FW38                     | 1:23,261                 | −                        | -                        | 201,271                  | 108                      |
| március 2.                                                                                      | 2                        | Lewis Hamilton           | Mercedes                 | F1 W07                   | 1:23,622                 | +0,361                   | +0,361                   | 200,402                  | 73                       |
| március 2.                                                                                      | 3                        | Kevin Magnussen          | Renault                  | RS16                     | 1:23,933                 | +0,672                   | +0,311                   | 199,659                  | 126                      |
| március 2.                                                                                      | 4                        | Sebastian Vettel         | Ferrari                  | SF16-H                   | 1:24,611                 | +1,350                   | +0,678                   | 198,059                  | 151                      |
| március 2.                                                                                      | 5                        | Jenson Button            | McLaren-Honda            | MP4-31                   | 1:25,183                 | +1,922                   | +0,572                   | 196,729                  | 121                      |
| március 2.                                                                                      | 6                        | Daniel Ricciardo         | Red Bull-TAG Heuer       | RB12                     | 1:25,235                 | +1,974                   | +0,052                   | 196,609                  | 135                      |
| március 2.                                                                                      | 7                        | Carlos Sainz Jr.         | Toro Rosso-Ferrari       | STR11                    | 1:25,300                 | +2,039                   | +0.065                   | 196,460                  | 166                      |
| március 2.                                                                                      | 8                        | Sergio Pérez             | Force India-Mercedes     | VJM09                    | 1:25,593                 | +2,332                   | +0,293                   | 195,787                  | 128                      |
| március 2.                                                                                      | 9                        | Nico Rosberg             | Mercedes                 | F1 W07                   | 1:26,298                 | +3,037                   | +0,705                   | 194,188                  | 91                       |
| március 2.                                                                                      | 10                       | Pascal Wehrlein          | Manor-Mercedes           | MRT05                    | 1:27,064                 | +3,803                   | +0,766                   | 192,479                  | 79                       |
| március 2.                                                                                      | 11                       | Marcus Ericsson          | Sauber-Ferrari           | C35                      | 1:27,487                 | +4,226                   | +0,423                   | 191,548                  | 55                       |
| március 2.                                                                                      | 12                       | Esteban Gutiérrez        | Haas-Ferrari             | VF-16                    |                          |                          |                          |                          | 1                        |
| Forrás                                                                                          |                          |                          |                          |                          |                          |                          |                          |                          |                          |
| március 3.                                                                                      | 1                        | Kimi Räikkönen           | Ferrari                  | SF16-H                   | 1:22,765                 | −                        | -                        | 202,477                  | 136                      |
| március 3.                                                                                      | 2                        | Felipe Massa             | Williams-Mercedes        | FW38                     | 1:23,193                 | +0,428                   | +0,428                   | 201,435                  | 119                      |
| március 3.                                                                                      | 3                        | Nico Hülkenberg          | Force India-Mercedes     | VJM09                    | 1:23,251                 | +0,486                   | +0,058                   | 201,295                  | 137                      |
| március 3.                                                                                      | 4                        | Max Verstappen           | Toro Rosso-Ferrari       | STR11                    | 1:23,382                 | +0,617                   | +0,131                   | 200,979                  | 159                      |
| március 3.                                                                                      | 5                        | Nico Rosberg             | Mercedes                 | F1 W07                   | 1:24,126                 | +1,361                   | +0,744                   | 199,201                  | 81                       |
| március 3.                                                                                      | 6                        | Felipe Nasr              | Sauber-Ferrari           | C35                      | 1:24,760                 | +1,995                   | +0,634                   | 197,711                  | 116                      |
| március 3.                                                                                      | 7                        | Fernando Alonso          | McLaren-Honda            | MP4-31                   | 1:24,870                 | +2,105                   | +0,110                   | 197,455                  | 118                      |
| március 3.                                                                                      | 8                        | Pascal Wehrlein          | Manor-Mercedes           | MRT05                    | 1:24,913                 | +2,148                   | +0,043                   | 197,355                  | 46                       |
| március 3.                                                                                      | 9                        | Danyiil Kvjat            | Red Bull-TAG Heuer       | RB12                     | 1:25,141                 | +2,376                   | +0,228                   | 196,826                  | 119                      |
| március 3.                                                                                      | 10                       | Jolyon Palmer            | Renault                  | RS16                     | 1:26,224                 | +3,459                   | +1,083                   | 194,354                  | 97                       |
| március 3.                                                                                      | 11                       | Lewis Hamilton           | Mercedes                 | F1 W07                   | 1:26,488                 | +3,723                   | +0,264                   | 193,761                  | 62                       |
| március 3.                                                                                      | 12                       | Romain Grosjean          | Haas-Ferrari             | VF-16                    | 1:27,196                 | +4,431                   | +0,708                   | 192,188                  | 77                       |
| Forrás                                                                                          |                          |                          |                          |                          |                          |                          |                          |                          |                          |
| március 4.                                                                                      | 1                        | Sebastian Vettel         | Ferrari                  | SF16-H                   | 1:22,852                 | −                        | -                        | 202,264                  | 142                      |
| március 4.                                                                                      | 2                        | Carlos Sainz Jr.         | Toro Rosso-Ferrari       | STR11                    | 1:23,134                 | +0,282                   | +0,282                   | 201,578                  | 133                      |
| március 4.                                                                                      | 3                        | Felipe Massa             | Williams-Mercedes        | FW38                     | 1:23,644                 | +0,792                   | +0,510                   | 200,349                  | 129                      |
| március 4.                                                                                      | 4                        | Sergio Pérez             | Force India-Mercedes     | VJM09                    | 1:23,721                 | +0,869                   | +0,077                   | 200,165                  | 60                       |
| március 4.                                                                                      | 5                        | Lewis Hamilton           | Mercedes                 | F1 W07                   | 1:24,133                 | +1,281                   | +0,412                   | 199,185                  | 69                       |
| március 4.                                                                                      | 6                        | Daniel Ricciardo         | Red Bull-TAG Heuer       | RB12                     | 1:24,427                 | +1,575                   | +0,294                   | 198,491                  | 123                      |
| március 4.                                                                                      | 7                        | Jenson Button            | McLaren-Honda            | MP4-31                   | 1:24,714                 | +1,862                   | +0,287                   | 197,819                  | 121                      |
| március 4.                                                                                      | 8                        | Jolyon Palmer            | Renault                  | RS16                     | 1:24,859                 | +2,007                   | +0,145                   | 197,481                  | 90                       |
| március 4.                                                                                      | 9                        | Marcus Ericsson          | Sauber-Ferrari           | C35                      | 1:25,031                 | +2,179                   | +0,172                   | 197,081                  | 132                      |
| március 4.                                                                                      | 10                       | Romain Grosjean          | Haas-Ferrari             | VF-16                    | 1:25,255                 | +2,403                   | +0,224                   | 196,563                  | 66                       |
| március 4.                                                                                      | 11                       | Esteban Gutiérrez        | Haas-Ferrari             | VF-16                    | 1:25,422                 | +2,570                   | +0,167                   | 196,179                  | 25                       |
| március 4.                                                                                      | 12                       | Rio Haryanto             | Manor-Mercedes           | MRT05                    | 1:25,899                 | +3,047                   | +0,477                   | 195,090                  | 58                       |
| március 4.                                                                                      | 13                       | Nico Rosberg             | Mercedes                 | F1 W07                   | 1:26,140                 | +3,288                   | +0,241                   | 194,544                  | 70                       |
| Forrás                                                                                          |                          |                          |                          |                          |                          |                          |                          |                          |                          |

| Barcelona, Spanyolország                          | Barcelona, Spanyolország | Barcelona, Spanyolország | Barcelona, Spanyolország | Barcelona, Spanyolország | Barcelona, Spanyolország | Barcelona, Spanyolország | Barcelona, Spanyolország | Barcelona, Spanyolország | Barcelona, Spanyolország |
| ------------------------------------------------- | ------------------------ | ------------------------ | ------------------------ | ------------------------ | ------------------------ | ------------------------ | ------------------------ | ------------------------ | ------------------------ |
| Időjárás: május 17. — száraz • május 18. — száraz |                          |                          |                          |                          |                          |                          |                          |                          |                          |
| Dátum                                             | Hely.                    | Versenyző                | Csapat/motor             | Modell                   | Idő                      | Kül.                     | Előző                    | Km/ó                     | Kör                      |
| május 17.                                         | 1                        | Sebastian Vettel         | Ferrari                  | SF16-H                   | 1:23,220                 | −                        | -                        | 201,370                  | 103                      |
| május 17.                                         | 2                        | Nico Rosberg             | Mercedes                 | F1 W07                   | 1:23,337                 | +0,117                   | +0,117                   | 201,087                  | 119                      |
| május 17.                                         | 3                        | Jenson Button            | McLaren-Honda            | MP4-31                   | 1:23,753                 | +0,533                   | +0,416                   | 200,088                  | 86                       |
| május 17.                                         | 4                        | Romain Grosjean          | Haas-Ferrari             | VF-16                    | 1:23,882                 | +0,662                   | +0,129                   | 199,781                  | 96                       |
| május 17.                                         | 5                        | Pascal Wehrlein          | Manor-Mercedes           | MRT05                    | 1:24,297                 | +1,077                   | +0,415                   | 198,797                  | 86                       |
| május 17.                                         | 6                        | Daniel Ricciardo         | Red Bull-TAG Heuer       | RB12                     | 1:24,307                 | +1,087                   | +0,010                   | 198,774                  | 89                       |
| május 17.                                         | 7                        | Pierre Gasly             | Toro Rosso-Ferrari       | STR11                    | 1:24,821                 | +1,601                   | +0.514                   | 197,569                  | 78                       |
| május 17.                                         | 8                        | Alfonso Celis, Jr.       | Force India-Mercedes     | VJM09                    | 1:25,467                 | +2,247                   | +0,646                   | 196,076                  | 99                       |
| május 17.                                         | 9                        | Alex Lynn                | Williams-Mercedes        | FW38                     | 1:26,071                 | +2,851                   | +0,604                   | 194,700                  | 86                       |
| május 17.                                         | 10                       | Esteban Ocon             | Renault                  | RS16                     | 1:26,530                 | +3,310                   | +0,459                   | 193,667                  | 105                      |
| Forrás                                            |                          |                          |                          |                          |                          |                          |                          |                          |                          |
| május 18.                                         | 1                        | Max Verstappen           | Red Bull-TAG Heuer       | RB12                     | 1:23,267                 | −                        | -                        | 201,256                  | 118                      |
| május 18.                                         | 2                        | Stoffel Vandoorne        | McLaren-Honda            | MP4-31                   | 1:24,006                 | +0,739                   | +0,739                   | 199,486                  | 108                      |
| május 18.                                         | 3                        | Pascal Wehrlein          | Mercedes                 | F1 W07                   | 1:24,145                 | +0,878                   | +0,139                   | 199,156                  | 133                      |
| május 18.                                         | 4                        | Esteban Gutiérrez        | Haas-Ferrari             | VF-16                    | 1:24,592                 | +1,325                   | +0,447                   | 198,104                  | 105                      |
| május 18.                                         | 5                        | Antonio Fuoco            | Ferrari                  | SF16-H                   | 1:24,720                 | +1,453                   | +0,128                   | 197,805                  | 118                      |
| május 18.                                         | 6                        | Danyiil Kvjat            | Toro Rosso-Ferrari       | STR11                    | 1:24,737                 | +1,470                   | +0,017                   | 197,765                  | 116                      |
| május 18.                                         | 7                        | Alfonso Celis, Jr.       | Force India-Mercedes     | VJM09                    | 1:25,016                 | +1,749                   | +0.279                   | 197,116                  | 103                      |
| május 18.                                         | 8                        | Kevin Magnussen          | Renault                  | RS16                     | 1:25,133                 | +1,866                   | +0,117                   | 196,845                  | 122                      |
| május 18.                                         | 9                        | Felipe Massa             | Williams-Mercedes        | FW38                     | 1:27,167                 | +3,900                   | +2,034                   | 192,252                  | 94                       |
| május 18.                                         | 10                       | Jordan King              | Manor-Mercedes           | MRT05                    | 1:27,615                 | +4,348                   | +0,448                   | 191,269                  | 91                       |
| május 18.                                         | Forrás                   |                          |                          |                          |                          |                          |                          |                          |                          |

## Csapatok
2016-ban csatlakozott a Formula–1 mezőnyéhez a Gene Haas vezette Haas F1 Team csapat, miután már 2015-ben megkapták az engedélyt az induláshoz, de csak ebben az évben álltak rajthoz. Ebben az évben a Manor Marussia elhagyta a Marussia nevet, így a csapat új neve Manor Racing lett.
| Csapat                        | Konstruktőr | Motor               | Gumi | Rajtszám | Versenyző(k)      | Verseny | Tesztversenyző(k)                                           |
| ----------------------------- | ----------- | ------------------- | ---- | -------- | ----------------- | ------- | ----------------------------------------------------------- |
| Scuderia Ferrari              | Ferrari     | Ferrari             | P    | 5        | Sebastian Vettel  | 1–21    | Davide Rigon Jean-Éric Vergne                               |
| Scuderia Ferrari              | Ferrari     | Ferrari             | P    | 7        | Kimi Räikkönen    | 1–21    | Davide Rigon Jean-Éric Vergne                               |
| Sahara Force India F1 Team    | Force India | Mercedes            | P    | 11       | Sergio Pérez      | 1–21    | Alfonso Celis, Jr. Nyikita Mazepin                          |
| Sahara Force India F1 Team    | Force India | Mercedes            | P    | 27       | Nico Hülkenberg   | 1–21    | Alfonso Celis, Jr. Nyikita Mazepin                          |
| Haas F1 Team                  | Haas        | Ferrari             | P    | 8        | Romain Grosjean   | 1–21    | Santino Ferrucci Charles Leclerc                            |
| Haas F1 Team                  | Haas        | Ferrari             | P    | 21       | Esteban Gutiérrez | 1–21    | Santino Ferrucci Charles Leclerc                            |
| Manor Racing                  | Manor       | Mercedes            | P    | 31       | Esteban Ocon      | 13–21   | Alexander Rossi Jordan King Rio Haryanto                    |
| Manor Racing                  | Manor       | Mercedes            | P    | 88       | Rio Haryanto      | 1–12    | Alexander Rossi Jordan King Rio Haryanto                    |
| Manor Racing                  | Manor       | Mercedes            | P    | 94       | Pascal Wehrlein   | 1–21    | Alexander Rossi Jordan King Rio Haryanto                    |
| McLaren Honda                 | McLaren     | Honda               | P    | 14       | Fernando Alonso   | 1, 3–21 | Stoffel Vandoorne Macusita Nobuharu                         |
| McLaren Honda                 | McLaren     | Honda               | P    | 22       | Jenson Button     | 1–21    | Stoffel Vandoorne Macusita Nobuharu                         |
| McLaren Honda                 | McLaren     | Honda               | P    | 47       | Stoffel Vandoorne | 2       | Stoffel Vandoorne Macusita Nobuharu                         |
| Mercedes AMG Petronas F1 Team | Mercedes    | Mercedes            | P    | 6        | Nico Rosberg      | 1–21    | Pascal Wehrlein Esteban Ocon                                |
| Mercedes AMG Petronas F1 Team | Mercedes    | Mercedes            | P    | 44       | Lewis Hamilton    | 1–21    | Pascal Wehrlein Esteban Ocon                                |
| Red Bull Racing               | Red Bull    | TAG Heuer (Renault) | P    | 3        | Daniel Ricciardo  | 1–21    | Pierre Gasly                                                |
| Red Bull Racing               | Red Bull    | TAG Heuer (Renault) | P    | 26       | Danyiil Kvjat     | 1–4     | Pierre Gasly                                                |
| Red Bull Racing               | Red Bull    | TAG Heuer (Renault) | P    | 33       | Max Verstappen    | 5–21    | Pierre Gasly                                                |
| Renault Sport Formula 1 Team  | Renault     | Renault             | P    | 20       | Kevin Magnussen   | 1–21    | Esteban Ocon Nicholas Latifi Carmen Jordá Szergej Szirotkin |
| Renault Sport Formula 1 Team  | Renault     | Renault             | P    | 30       | Jolyon Palmer     | 1–21    | Esteban Ocon Nicholas Latifi Carmen Jordá Szergej Szirotkin |
| Sauber F1 Team                | Sauber      | Ferrari             | P    | 9        | Marcus Ericsson   | 1–21    |                                                             |
| Sauber F1 Team                | Sauber      | Ferrari             | P    | 12       | Felipe Nasr       | 1–21    |                                                             |
| Scuderia Toro Rosso           | Toro Rosso  | Ferrari 059/4       | P    | 26       | Danyiil Kvjat     | 5–21    |                                                             |
| Scuderia Toro Rosso           | Toro Rosso  | Ferrari 059/4       | P    | 33       | Max Verstappen    | 1–4     |                                                             |
| Scuderia Toro Rosso           | Toro Rosso  | Ferrari 059/4       | P    | 55       | Carlos Sainz Jr.  | 1–21    |                                                             |
| Williams Martini Racing       | Williams    | Mercedes            | P    | 19       | Felipe Massa      | 1–21    | Paul di Resta Lance Stroll Gary Paffett                     |
| Williams Martini Racing       | Williams    | Mercedes            | P    | 77       | Valtteri Bottas   | 1–21    | Paul di Resta Lance Stroll Gary Paffett                     |

### Pénteki tesztpilóták
Az alábbi táblázat azokat a tesztpilótákat sorolja fel, akik lehetőséget kaptak a szezon folyamán, hogy pénteki szabadedzéseken az autóba üljenek.
| Csapat               | Rajtszám | Pilóta             | Futam(ok)                                          |
| -------------------- | -------- | ------------------ | -------------------------------------------------- |
| Force India-Mercedes | 34       | Alfonso Celis, Jr. | 2, 4, 9, 14, 18, 21 (BHR, RUS, AUT, ITA, USA, ABU) |
| Renault              | 46       | Szergej Szirotkin  | 4, 20 (RUS, BRA)                                   |
| Renault              | 45       | Esteban Ocon       | 5, 10–12 (ESP, GBR, HUN, GER)                      |
| Haas-Ferrari         | 50       | Charles Leclerc    | 10–12, 20 (GBR, HUN, GER, BRA)                     |
| Manor-Mercedes       | 42       | Jordan King        | 18, 21 (USA, ABU)                                  |

## Versenynaptár
2016-ban visszatért az európai nagydíj, melynek az azerbajdzsáni Baku utcai pályája adott otthont. A szezon első részére került az orosz nagydíj, míg a maláj nagydíj hátracsúszott a második felébe. Visszatért a német nagydíj, melyet a Hockenheimringen rendeztek meg. A 2016-os szezon a Formula–1-es világbajnokságok története során a leghosszabb, összesen 21 versenyt tartalmazott.
A versenynaptár:
| Verseny | Hivatalos név                                          | Nagydíj            | Pálya                              | Város        | Dátum          | Pályarajz     |
| ------- | ------------------------------------------------------ | ------------------ | ---------------------------------- | ------------ | -------------- | ------------- |
| 1       | 2016 Formula 1 Rolex Australian Grand Prix             | Ausztrál nagydíj   | Albert Park Grand Prix Circuit     | Melbourne    | március 20.    | Melbourne     |
| 2       | 2016 Formula 1 Gulf Air Bahrain Grand Prix             | Bahreini nagydíj   | Bahrain International Circuit      | Szahír       | április 3.     | Bahrein       |
| 3       | 2016 Formula 1 Chinese Grand Prix                      | Kínai nagydíj      | Shanghai International Circuit     | Sanghaj      | április 17.    | Sanghaj       |
| 4       | 2016 Formula 1 Russian Grand Prix                      | Orosz nagydíj      | Sochi International Street Circuit | Szocsi       | május 1.       | Szocsi        |
| 5       | Formula 1 Gran Premio de España Pirelli 2016           | Spanyol nagydíj    | Circuit de Barcelona-Catalunya     | Barcelona    | május 15.      | Barcelona     |
| 6       | Formula 1 Grand Prix de Monaco 2016                    | Monacói nagydíj    | Circuit de Monaco                  | Monte-Carlo  | május 29.      | Monte-Carlo   |
| 7       | Formula 1 Grand Prix du Canada 2016                    | Kanadai nagydíj    | Circuit Gilles Villeneuve          | Montréal     | június 12.     | Montreal      |
| 8       | 2016 Formula 1 Baku European Grand Prix                | Európai nagydíj    | Baku City Circuit                  | Baku         | június 19.     | Baku          |
| 9       | Formula 1 Großer Preis von Österreich 2016             | Osztrák nagydíj    | Red Bull Ring                      | Spielberg    | július 3.      | Red Bull Ring |
| 10      | 2016 Formula 1 British Grand Prix                      | Brit nagydíj       | Silverstone Circuit                | Silverstone  | július 10.     | Silverstone   |
| 11      | Formula 1 Pirelli Magyar Nagydíj 2016                  | Magyar nagydíj     | Hungaroring                        | Mogyoród     | július 24.     | Mogyoród      |
| 12      | Formula 1 Großer Preis von Deutschland 2016            | Német nagydíj      | Hockenheimring                     | Hockenheim   | július 31.     | Hockenheim    |
| 13      | 2016 Formula 1 Shell Belgian Grand Prix                | Belga nagydíj      | Circuit de Spa-Francorchamps       | Spa          | augusztus 28.  | Spa           |
| 14      | Formula 1 Gran Premio Heineken d'Italia 2016           | Olasz nagydíj      | Autodromo Nazionale di Monza       | Monza        | szeptember 4.  | Monza         |
| 15      | 2016 Formula 1 Singapore Airlines Singapore Grand Prix | Szingapúri nagydíj | Marina Bay Street Circuit          | Szingapúr    | szeptember 18. | Szingapúr     |
| 16      | 2016 Formula 1 Petronas Malaysia Grand Prix            | Maláj nagydíj      | Sepang International Circuit       | Kuala Lumpur | október 2.     | Sepang        |
| 17      | 2016 Formula 1 Emirates Japanese Grand Prix            | Japán nagydíj      | Suzuka Circuit                     | Szuzuka      | október 9.     | Suzuka        |
| 18      | 2016 Formula 1 United States Grand Prix                | Amerikai nagydíj   | Circuit of the Americas            | Austin       | október 23.    | Austin        |
| 19      | Formula 1 Gran Premio de México 2016                   | Mexikói nagydíj    | Autódromo Hermanos Rodríguez       | Mexikóváros  | október 30.    | Mexikóváros   |
| 20      | Formula 1 Grande Prêmio do Brasil 2016                 | Brazil nagydíj     | Autódromo José Carlos Pace         | São Paulo    | november 13.   | São Paulo     |
| 21      | 2016 Formula 1 Etihad Airways Abu Dhabi Grand Prix     | Abu-Dzabi nagydíj  | Yas Marina Circuit                 | Abu-Dzabi    | november 27.   | Abu-Dzabi     |

## A szezon menete
A szezon 21 nagydíjból állt, amely ezidáig a legtöbb verseny egy szezon folyamán.

### Ausztrál nagydíj

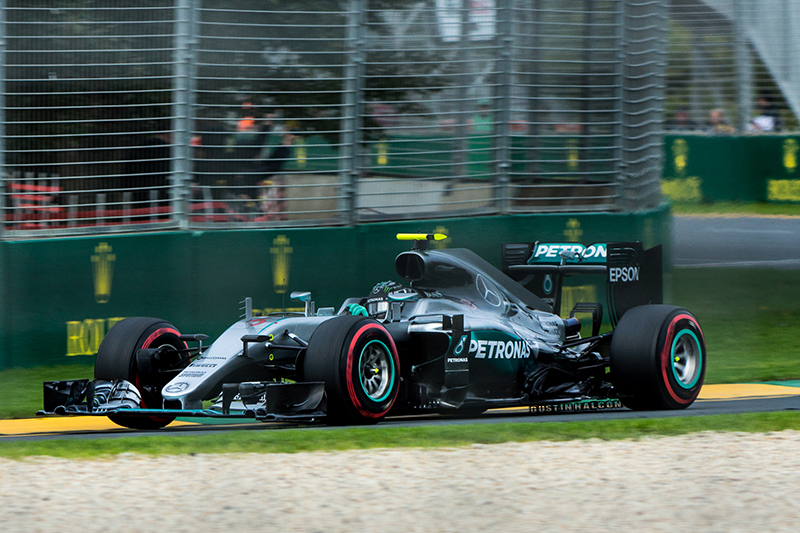
Rosberg nyerte az idény első futamát

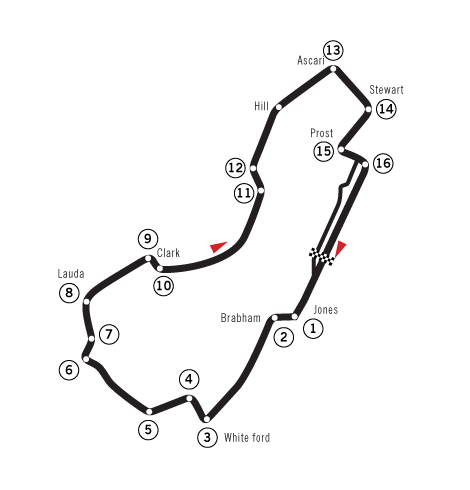
Melbourne Grand Prix Circuit

A szezon első versenyét, az ausztrál nagydíjat 2016. március 20-án rendezték meg az Albert Parkban, Melbourne-ben. A pályán egy kör 5,303 km, a verseny 57 körös volt.
Az azévi első futam két felvezető körrel indult, mert Kvjat Red Bullja a rajtrácson ragadt, az első alkalommal. Az orosz pilóta végül nem is tudott elrajtolni a futamon. A két Ferrari a rajtnál a Mercedesek elé került, Magnussen az első körben defektet kapott, ám tudta folytatni a versenyt. Hamilton az ötödik helyen autózó Massa mögé esett vissza. Vettel a kerékcsere után megelőzte Hamiltont, és az élre került. A két Ferrari a gumikat szuperlágyra cserélte, Hamilton közepes keverékűt kapott, Rosberg lágyat.
Gutiérrez és Alonso a 18. körben ütköztek, Alonso előzni próbálta a mexikóit, de Gutiérrez kissé balra húzta a kocsit, a spanyol hozzáért a McLaren–Honda jobb első kerekével a Haas autójának bal hátsó kerekéhez. Alonso többször megpördült a levegőben a tengelye körül, majd a betonfalba csapódott, de látszólag sértetlenül szállt ki az autóból. A 19. körben így piros zászlóval megszakították a versenyt, a versenyzők felsorakoztak a boxutcában a biztonsági autó vezetésével.
Ekkor a sorrend az élen állók között Vettel, Rosberg, Räikkönen, Ricciardo, Verstappen volt. Az indonéz Haryanto az újraindítás előtt kiállt. A 23. körben Räikkönen autója füstölni, majd a boxutcában lángolni kezdett, így a finn kiesett a versenyből. Ericsson autója a 41. körben technikai problémák miatt lelassult a pályán, így ő sem tudta folytatni a futamot. A verseny vége felé a sorrend az élen állók között Rosberg, Hamilton, Vettel, Ricciardo, Massa volt. Verstappent a csapata nem engedte előzni, a fiatal versenyző dühös üzenetekkel fejezte ki egyet nem értését. Az 56. körben Vettel kipördült a pályáról, így elvesztette az esélyét az előzésre a második helyért, de a versenyt így is a harmadik helyen zárta.
A futamot Rosberg nyerte, a dobogón Hamilton és Vettel állhatott mellette. Negyedik lett Ricciardo, ötödik Massa. Pontszerző helyen végzett Grosjean, Hülkenberg, Bottas, Sainz és Verstappen. Grosjean hatodik helyének köszönhetően a Haas csapat első futamán első pontjait is megszerezte.
| Pozíció | #  | Pilóta           | Csapat/Motor |
| ------- | -- | ---------------- | ------------ |
| 1       | 6  | Nico Rosberg     | Mercedes     |
| 2       | 44 | Lewis Hamilton   | Mercedes     |
| 3       | 5  | Sebastian Vettel | Ferrari      |

### Bahreini nagydíj

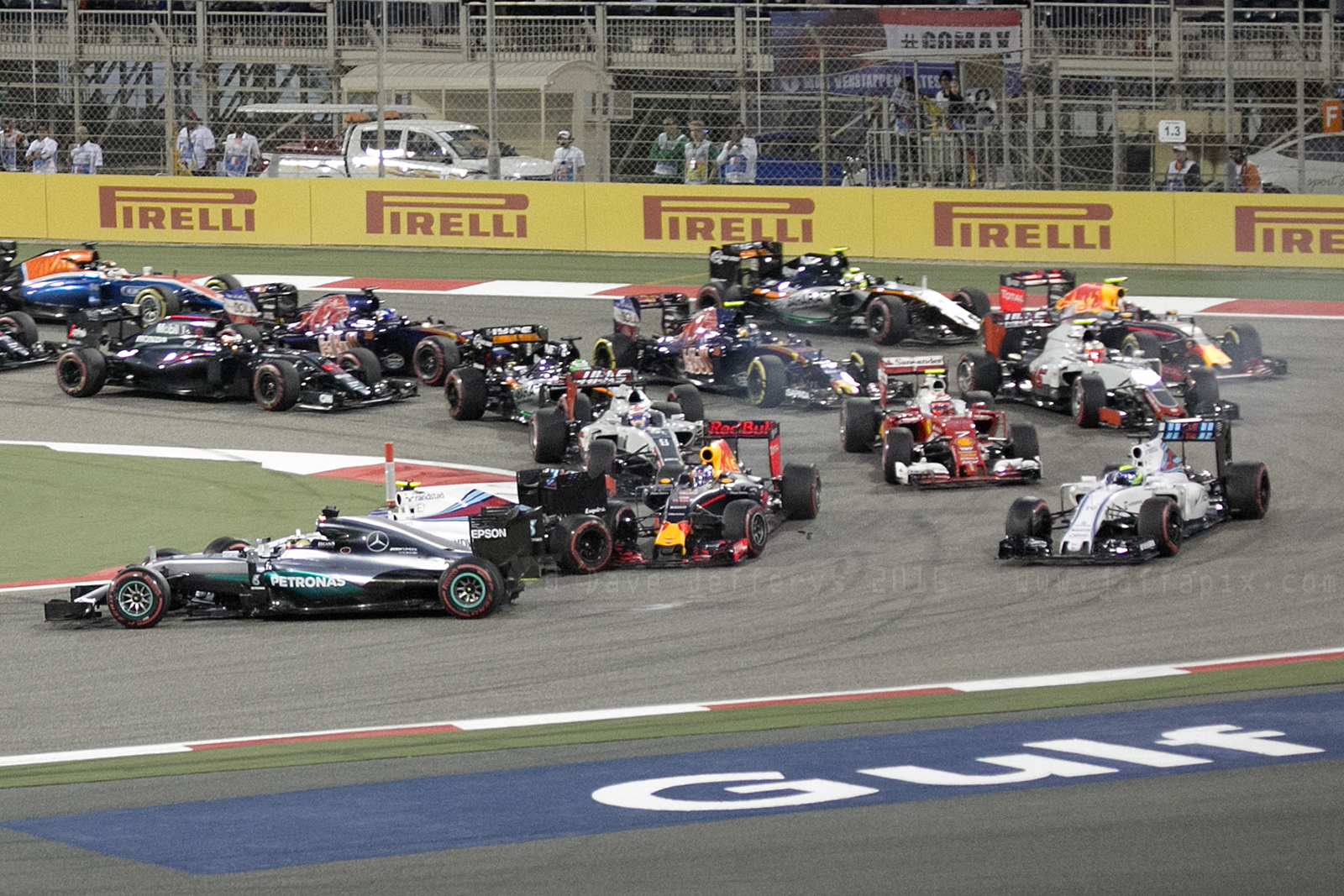
Hamilton és Bottas ütközése a rajt után

Bahrain International Circuit

A szezon második versenye a bahreini nagydíj volt, amelyet 2016. április 3-án rendeztek meg Bahreinben, mesterséges fényviszonyok között. A pályán egy kör 5,412 km, a verseny 57 körös volt.
Az időmérőn a pole pozíciót Hamilton szerezte meg. Vettel autójának motorja még a felvezető körben elfüstölt, így a harmadik helyre kvalifikált német nem tudott elindulni. Palmer szintén nem állt rajthoz. A rajt első kanyarjában Hamilton megpördült, ütközött Bottasszal, majd a mezőny első része összeakadt. Räikkönent hátraszorították a megörökölt harmadik helyéről. Sainz és Pérez is összeért az első körben. Button alatt megállt az autó a 8. körben, míg csapattársa, Alonso orvosi tanácsra el sem indult a versenyen, az előző futamon történt balesete miatt. Bottas boxutca-áthajtásos büntetést kapott az első körben okozott ütközésért. Gutiérrez a 11. körben feladta a versenyt. Rosberg kerékcseréjénél a 31. körben a bal hátsó kerékkel gondok akadtak, de végül a gumi felkerült. Sainz még ugyanebben a körben feladta a versenyt. A 41. körben Grosjean kerékcseréjénél is ugyanaz a probléma merült fel, mint korábban Rosbergnél, 5 másodpercet veszített ezzel a francia pilóta.
A sorrend az utolsó kör végén, a futam leintésekor Rosberg, Räikkönen és Hamilton volt. A negyedik helyezett Ricciardo, ötödik Grosjean lett. A Fernando Alonsót helyettesítő Stoffel Vandoorne első versenyén pontot szerzett, a 10. helyen zárt.
| Pozíció | #  | Pilóta         | Csapat/Motor |
| ------- | -- | -------------- | ------------ |
| 1       | 6  | Nico Rosberg   | Mercedes     |
| 2       | 7  | Kimi Räikkönen | Ferrari      |
| 3       | 44 | Lewis Hamilton | Mercedes     |

### Kínai nagydíj

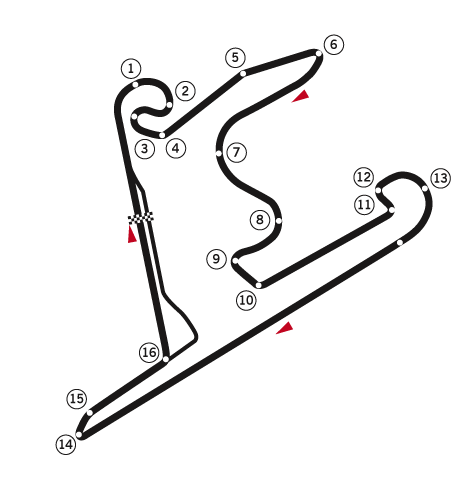
Sanghai International Circuit

A szezon harmadik versenye a kínai nagydíj volt, melyet 2016. április 17-én rendeztek meg Sanghajban. A pályán egy kör 5,451 km, a verseny 56 körös volt.
Rosberg szerezte meg a pole pozíciót, Hamilton öt rajthellyel hátrébb indult volna eleve, ám mért kört sem tudott futni az autója gondjai miatt. A versenyen Vettel és Räikkönen összeértek az első kanyarban, emiatt a két Ferrari hátrébb szorult a mezőnyben. Räikkönennek és az utolsó helyről rajtoló Hamiltonnak új orrkúpot tettek fel az első kör végén. Ricciardo a rajt után megelőzte Rosberget, és egy kör erejéig az élen is állt, ám bal hátsó defekt miatt kerékcserére kényszerült, és csak a mezőny hátsó részébe ért vissza. A 4. körben biztonsági autós szakasz kezdődött. A 6. körre a pilóták sorrendje teljesen megváltozott az eredetihez képest: Rosberg, Massa, Alonso, Wehrlein, Gutiérrez volt az első öt versenyző ekkor. A biztonsági autó a 9. körben kiment.
A 13. körben az első öt pilóta sorrendje már Rosberg, Kvjat, Massa, Alonso, Pérez volt. Két körrel később Vettelnek sikerült Alonso elé kerülnie a 4. helyre. Hamilton ekkorra a 11. helyre jött fel. Vettel kiment kereket cserélni, és még a boxutca bejárata előtt megelőzte Hülkenberget egy ügyes csellel, mivel ott még szabad előzni. A Force Indiát vezető Hülkenbergnek ezért 5 másodperces büntetést adtak, mivel túl lassan hajtott a boxban. Hamilton és Räikkönen a hátsó pozícióikból folyamatosan előrébb kerültek a verseny során. A 40. körben az elsők sorrendje Rosberg, Vettel, Kvjat, Massa, Bottas volt, a következő körben Hamilton megelőzte Bottast, így az 5. helyre jött fel. A 46. körben kialakult egy csata az 5. helyért Massa, Hamilton és Räikkönen között. Az izgalmas küzdelemből a finn került ki győztesen.
Első helyen intették le Rosberget, második lett Vettel, harmadik Kvjat. A 4. és 5. helyen végzett Ricciardo és Räikkönen. A verseny után kisebb vita alakult ki Vettel és Kvjat között, mivel a német szerint túl agresszíven támadta őt az orosz a rajtnál, ezért ütközött Räikkönennel. Érdekesség, hogy a futamon számos kisebb baleset ellenére egyetlen pilóta sem esett ki.
| Pozíció | #  | Pilóta           | Csapat/Motor       |
| ------- | -- | ---------------- | ------------------ |
| 1       | 6  | Nico Rosberg     | Mercedes           |
| 2       | 5  | Sebastian Vettel | Ferrari            |
| 3       | 26 | Danyiil Kvjat    | Red Bull-TAG Heuer |

### Orosz nagydíj

Sochi International Street Circuit

A világbajnokság negyedik versenyét, az orosz nagydíjat 2016. május 1-jén rendezték meg Szocsiban. A pályán egy kör 5,853 km, a verseny 53 körös volt.
Hamilton autójával ismét gondok adódtak, és a Q3-ba bár bejutott, nem tudott mért kört futni, ezért csak a 10. helyről rajtolt, míg a polet Rosberg szerezte meg. A verseny első köre során néhányan ütköztek és kiestek: Vettel autóját kétszer is meglökte a hazai pályán versenyző Kvjat hátulról, aki még csapattársának, Ricciardónak is nekiütközött. Vettel ezért az első éles kanyarban kisodródott, majd beleállt a gumifalba. Hülkenberg és Haryanto szintén ütköztek, ezért ők sem tudták folytatni a versenyt.
A 2. körben bejött a biztonsági autó, ekkor többen kiálltak a bokszba nem csak kerékcserére, hanem a balesetben leszakadó alkatrészek cseréjére is. A 4. körben kiment a biztonsági autó. Gutiérrez áthajtásos büntetést kapott az első körben okozott balesetért, Kvjat pedig 10 másodperces büntetést, amit a 9. körben a boxutcában letöltött. Később Sainz is szintén 10 másodperces büntetést kapott, pedig Nasr 5 másodperceset, amiért levágta az egyik kanyart. A 34. körben Verstappen kiesett a 6. helyről. Az utolsó körökre Hamilton már közelebb került Rosberghez, ám megelőzni már nem tudta.
A nagydíj győztese Rosberg lett, mögötte Hamilton és Räikkönen végzett, negyedik lett Bottas, ötödik pedig Massa. Bravúrnak számító hatodik, illetve hetedik helyezést ért el Alonso és Magnussen.
| Pozíció | #  | Pilóta         | Csapat/Motor |
| ------- | -- | -------------- | ------------ |
| 1       | 6  | Nico Rosberg   | Mercedes     |
| 2       | 44 | Lewis Hamilton | Mercedes     |
| 3       | 7  | Kimi Räikkönen | Ferrari      |

### Spanyol nagydíj

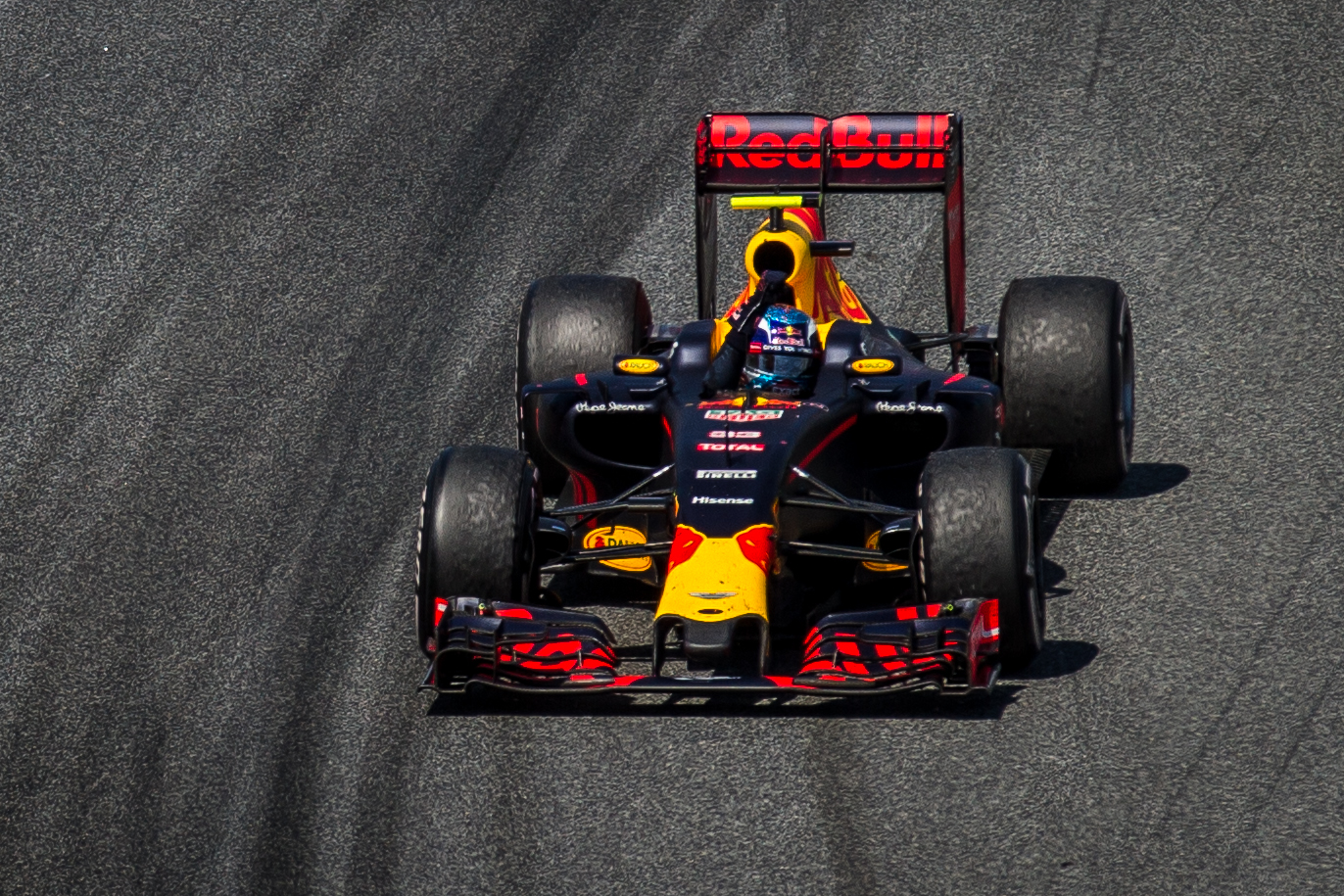
Verstappen öröme élete első győzelme után

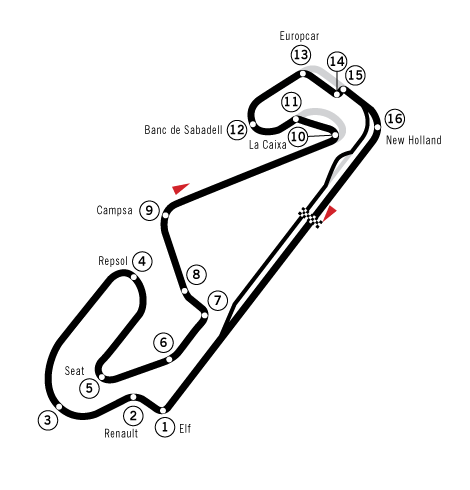
Circuit Catalunya

A világbajnokság ötödik versenyét, a spanyol nagydíjat 2016. május 15-én Barcelonában rendezték meg. A pálya hossza 4,655 km, a verseny 66 körös volt.
Az első körben Rosberg megelőzte az élről rajtoló Hamiltont, aztán mindketten kisodródtak, majd ütköztek Hamilton visszaelőzési kísérlete után. A két Mercedes így kiesett, és Ricciardo került az élre. Bejött a biztonsági autó és csak a 3. körben ment ki. A Red Bullok és Ferrarik csatái domináltak a futam során. A 22. körben Hülkenberg autójából lángok csaptak fel, ezért kiállt, abban a szektorban egy ideig sárga zászló volt érvényben.
A 42. körben a sorrend a következő volt: Ricciardo, Verstappen, Raikkönen, Vettel és Bottas. Alonso a 47. körben műszaki hiba miatt feladta a versenyt. Az utolsó előtti körben a harmadik helyért csatázó Ricciardo bal hátsó defektje miatt csaknem kiesett a 4. helyről, de kerékcseréje sikerült, mielőtt Bottas utolérte volna. Räikkönen bár sokszor is nagyon közel került Verstappenhez, nem tudta megelőzni.
Az izgalmas futamot végül a fiatal Verstappen nyerte mindössze 6 tized másodperccel Räikkönen előtt. A dobogó alsó fokára Vettel állhatott fel. Negyedik lett Ricciardo, ötödik Bottas, hatodik a hazai közönség előtt eddigi legjobb helyezését elérő Sainz. Győzelmével Verstappen lett minden idők legfiatalabb Formula–1-es győztese, és dobogósa is egyben.
| Pozíció | #  | Pilóta           | Csapat/Motor       |
| ------- | -- | ---------------- | ------------------ |
| 1       | 33 | Max Verstappen   | Red Bull-TAG Heuer |
| 2       | 7  | Kimi Räikkönen   | Ferrari            |
| 3       | 5  | Sebastian Vettel | Ferrari            |

### Monacói nagydíj

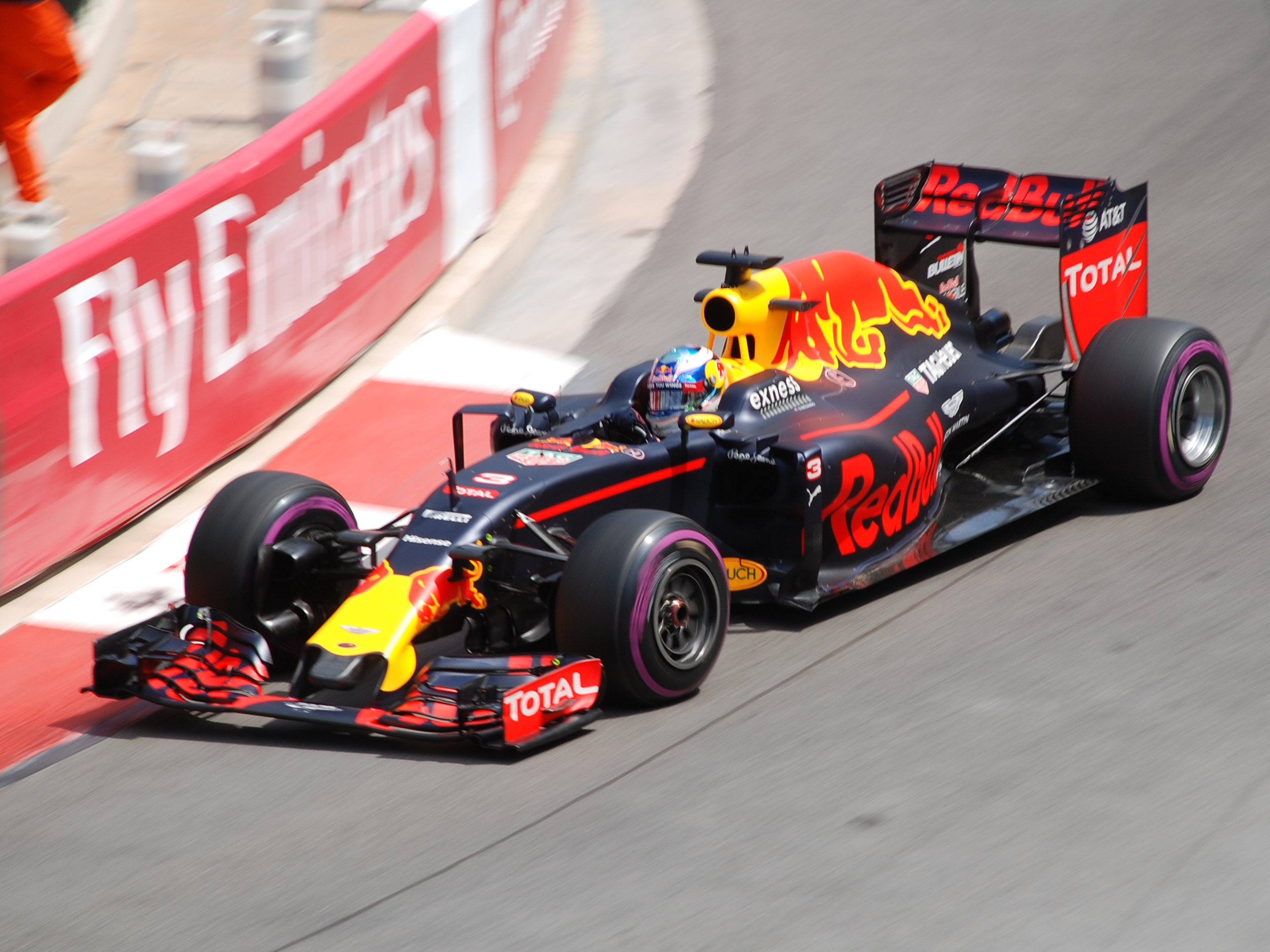
Ricciardo karrierje első pole pozícióját szerezte, de végül nem tudta megnyerni a versenyt

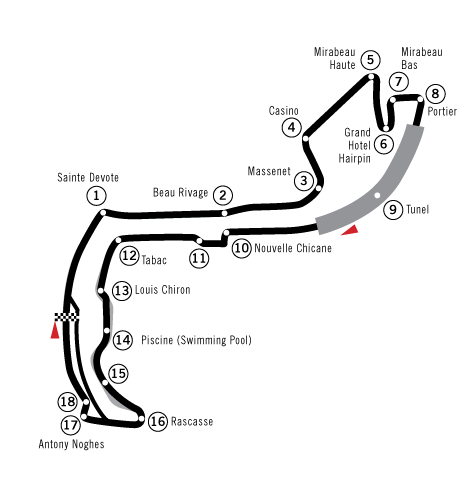
Circuit de Monaco

A világbajnokság hatodik versenyét, a monacói nagydíjat 2016. május 29-én a monacói utcai pályán rendezték meg. A pályán egy kör 3,340 km, a verseny 78 körös volt.
A pilóták nem tudtak eleget gyakorolni a vizes pályán, ezért, és esős körülmények miatt biztonsági autó mögül rajtolt a mezőny. A biztonsági autó az első 7 kör alatt volt a pályán. Ricciardo a rajt után megtartotta első pozícióját. Magnussen rögtön lecserélte átmeneti gumikra az esőgumit. Palmer rögtön a 8. körben kisodródott. Többen is intermediate gumikra váltottak. A 11. körben Räikkönen a hajtűkanyarban falnak ütközött, az így leszakadó első szárnya akadályozta a továbbhaladásban, Grosjean később nekikoccant, amint a finn a boxba tartott. Hamilton a 16. körben megelőzte csapattársát, így feljött a 2. helyre. A Mercedes kérte Rosberget, hogy engedje el Hamiltont, mivel az angol sokkal gyorsabb tempóra volt képes. Magnussen és Kvjat kisodródtak a Rascasse-ban, a dán problémamentesen tovább tudott haladni, Kvjat inkább kiállt. A 24. körtől engedélyezték a DRS használatát. Hamilton a 31. körben vezetett a pályán, amikor kiállt száraz gumikért másodikként a mezőnyből. A pálya ekkor az ideális íven végig száraz volt. Rosberg, Vettel, Verstappen és Sainz is kiállt ekkor a mezőnyből kerékcserére: lágyat, ultralágyat és szuperlágyat tettek fel. Ricciardo a 32. körben úgy állt ki kerékcserére, hogy a csapat nem vitte ki a kerekeket, így 25 másodpercet veszített. Az ausztrál át akarta venni a vezetést Hamiltontól, de erre nem volt lehetőség a hiba miatt. Magnussen a 33. körben megcsúszott és a gumifalba állt, de folytatta a versenyt. Verstappen két körrel később beleállt a falba, a holland kiállt. Hamilton és Ricciardo élénk csatát folytattak az élen a verseny során. Wehrlein 10 másodperces büntetést kapott a biztonsági autós szakasz alatti gyorshajtásáért. Ericsson és Nasr egy csapatutasítást követően összeakadtak a Rascasse-kanyarban, Nasr autójával ezután gondok akadtak és a brazil kiállt. Az 55. körben Ericsson is feladta a versenyt.
Hamilton győzött végül Ricciardo és Pérez előtt. Negyedik lett Vettel, ötödik Alonso. Az első helyezett éppen a 2 órás határidő előtt futott be.
| Pozíció | #  | Pilóta           | Csapat/Motor         |
| ------- | -- | ---------------- | -------------------- |
| 1       | 44 | Lewis Hamilton   | Mercedes             |
| 2       | 3  | Daniel Ricciardo | Red Bull-TAG Heuer   |
| 3       | 11 | Sergio Pérez     | Force India-Mercedes |

### Kanadai nagydíj

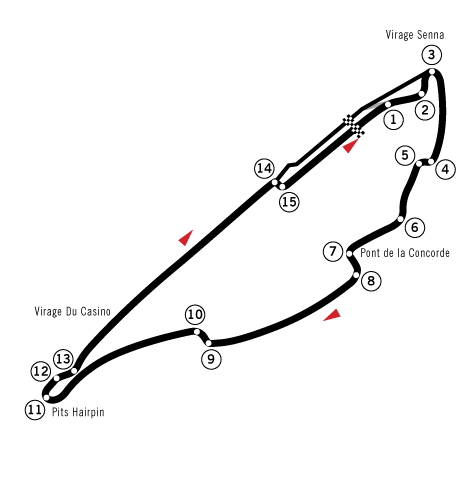
Circuit Gilles Villeneuve

A világbajnokság hetedik futamát, a kanadai nagydíjat 2016. június 12-én rendezték meg Montréalban. A versenypályán egy kör 4,361 km, a verseny 70 körös volt.
A rajtnál Vettel megelőzte a két Mercedest, akik néhány másodperccel később összeértek, így Rosberg visszaesett a 10. helyre. Button a 11. körben félreállt, mert a McLaren lángolni kezdett. A két Ferrari kezdte a kerékcseréket még ugyanebben a körben, a virtuális biztonsági autós szakaszban, szuperlágyakra váltottak. Palmer a 19. körben kiesett. A 32. körben Vettel, Hamilton, Verstappen, Räikkönen és Ricciardo volt az első öt pilóta, ebben a sorrendben. Massa a 37. körben kiállt túlmelegedés-probléma miatt. A 42. körben a mezőny elejének sorrendje Hamilton, Vettel, Verstappen, Bottas és Rosberg volt. Lassú defektet észlelt csapata Rosbergnél, aki kerékcsere után visszatért a pályára. Az utolsó körökben Verstappen és Rosberg között alakult ki egy csata a 4. helyért, de a holland pilóta ügyesen tartotta a pozícióját az utolsó körig, amikor a német megelőzte, de megpördült, így elvesztette a frissen megszerzett 4. helyet.
Hamilton érkezett a célba elsőként, második lett Vettel, harmadik Bottas. Negyedik helyen végzett Verstappen, ötödik lett Rosberg.
| Pozíció | #  | Pilóta           | Csapat/Motor      |
| ------- | -- | ---------------- | ----------------- |
| 1       | 44 | Lewis Hamilton   | Mercedes          |
| 2       | 5  | Sebastian Vettel | Ferrari           |
| 3       | 77 | Valtteri Bottas  | Williams-Mercedes |

### Európai nagydíj

Baku City Circuit

A világbajnokság nyolcadik futama az európai nagydíj volt, amelyet 2016. június 19-én rendeztek meg Bakuban, a városi Baku City Circuit versenypályán. A pályán egy kör 6,006 km, a verseny 51 körös volt.
A rajt simán indult az élen, Massa elfékezte az autót, Palmer kissé rosszul vette be az első kanyart. Kvjat a 7. körben kiállt. Räikkönen 5 másodperces büntetést kapott, mert átlépte a boxutca bejáratánál lévő fehér vonalat. A 25. körben az élmezőnyben a sorrend Rosberg, Räikkönen, Vettel, Pérez és Hamilton volt. Sainz a 33. körben a felfüggesztés hibája miatt kiállt. Wehrlein fékhiba miatt feladta a versenyt a 41. körben. Alonso is visszavonult a 44. körben.
A pole-pozícióból indult Rosberg nyerte meg a futamot, mögött Vettel, majd Pérez végzett. Räikkönen lett a negyedik, Hamilton az ötödik.
| Pozíció | #  | Pilóta           | Csapat/Motor         |
| ------- | -- | ---------------- | -------------------- |
| 1       | 6  | Nico Rosberg     | Mercedes             |
| 2       | 5  | Sebastian Vettel | Ferrari              |
| 3       | 11 | Sergio Pérez     | Force India-Mercedes |

### Osztrák nagydíj

Red Bull Ring

A világbajnokság kilencedik futamát, az osztrák nagydíjat 2016. július 3-án rendezték meg Spielbergben. A versenypályán egy kör 4,326 km, a verseny 71 körös volt.
A rajt után Räikkönen a 3. helyre jött fel, Hülkenberg visszaesett. A 3. körben Kvjat kiesett. A 20. kör környékén elkezdett szemerkélni az eső, ekkor a csapatok elkezdtek variálni a kiállásokkal és kerékcserékkel. A 27. körben Vettel defekt miatt megpördült és kiesett vezető helyről, az ultralágy gumi nem bírta a köröket. Dupla sárga zászló volt érvényben, ami alatt több pilóta is kiment kerékcserére, a rajt-cél egyenest sokáig takarították a gumitörmeléktől, ezért a biztonsági autó a boxutcán vezette keresztül a versenyzőket. Grosjean és Hülkenberg boxutcai gyorshajtásért 5 másodperces büntetést kapott. Magnussen szintén 5 másodperces büntetést kapott, mert védekezéskor egynél többször váltott irányt. A biztonsági autó kiállása után, a 32. körben az összesűrűsödött mezőnyben sok előzés történt. A 37. körben az első öt pilóta Rosberg, Hamilton, Verstappen, Ricciardo és Räikkönen volt. A Mercedes két pilótája kerékcsere után nem az első két helyre került vissza, Verstappen került az élre, aki a 8. helyről rajtolt. Räikkönen az 58 körben megelőzte a 4. helyen autózó Ricciardót. Massa a 65. körben kiállt, majd Alonso és Hülkenberg is követte. Rosberg és Hamilton kétszer is összeértek az utolsó körben, emiatt Rosberg a 4. helyre csúszott vissza az elsőről. Pérez szintén kiesett az utolsó körben.
Hamilton nyerte meg a futamot Verstappen és Räikkönen előtt. Negyedik lett Rosberg, ötödik Ricciardo.
| Pozíció | #  | Pilóta         | Csapat/Motor       |
| ------- | -- | -------------- | ------------------ |
| 1       | 44 | Lewis Hamilton | Mercedes           |
| 2       | 33 | Max Verstappen | Red Bull-TAG Heuer |
| 3       | 7  | Kimi Räikkönen | Ferrari            |

### Brit nagydíj

Silverstone Circuit

A tizedik versenyt, a brit nagydíjat Silverstone-ban rendezték meg 2016. július 10-én. A pályán egy kör 5,891 km, a verseny 52 körös volt.
A mezőny biztonsági autó mögül indult az eső miatt, így a valódi verseny csak a biztonsági autó távoztával, a 6. körben kezdődött. A boxba ekkor sok pilóta ment ki kerékcserére a felszáradó pálya miatt. Wehrlein a 7. körben a kavicságyba sodródott és kiesett. Bottas a 11. körben megpördült, de végül vissza tudott jönni a pályára. A 16. körben Verstappen megelőzte a 2. helyen haladó Rosberget. Ekkor a pilóták elkezdtek kijönni újabb kerékcserére. Palmer kerékcseréjénél nem került fel az egyik kerék, így az angol pilótát vissza kellett tolni. Vettel a 18. körben, egy körrel azután, hogy a leggyorsabb kört megfutotta, kipördült a fűre egy vízfolt miatt. Grosjean műszaki probléma miatt kiállt, Ericsson szintén. Palmer 10 másodperces büntetést kapott a boxutcai malőr miatt. Alonso a 24. körben a gumifalig csúszott a kavicságyban, de csúszkálva visszatért a pályára. Sainz is megpördült a pályán, de nem esett ki. Haryanto is a gumifalig sodródott a kavicságyban, kiesett. Rosberg a 38. körben visszaszerezte a 2. helyet Verstappentől. Palmer a 40. körben kiállt. Vettel 5 másodperces büntetést kapott, mert egy előzés során Massát leszorította a pályáról. Rosberg túl informatív üzenetet kapott csapatáról a rádión, ez megszegte az FIA szabályait.
Hamilton nyerte meg a futamot, második lett Verstappen, harmadik Rosberg. Negyedik helyen végzett Ricciardo, ötödik lett Räikkönen. Rosberget a 2. helyen intették le, azonban a rádióüzenet miatt 10 másodperces büntetést kapott, így a 3. helyre esett vissza. A Mercedes fellebbezett a döntés ellen.
| Pozíció | #  | Pilóta         | Csapat/Motor       |
| ------- | -- | -------------- | ------------------ |
| 1       | 44 | Lewis Hamilton | Mercedes           |
| 2       | 33 | Max Verstappen | Red Bull-TAG Heuer |
| 3       | 6  | Nico Rosberg   | Mercedes           |

### Magyar nagydíj

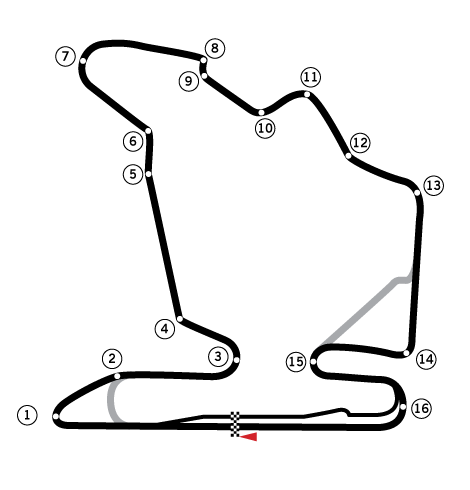
Hungaroring

A világbajnokság tizenegyedik futamát, a magyar nagydíjat 2016. július 24-én rendezték meg a Hungaroringen, Mogyoródon. A pályán egy kör 4,381 km, a verseny 70 körös volt.
Rosberg nem sokáig tudta megtartani az első pozícióját, csapattársa ugyanis az első kanyarban átvette a vezetést. A Red Bullok jól rajtoltak, de csak Ricciardónak sikerült egy rövid időre Rosberg elé kerülnie, a német azonban megelőzte. Räikkönen a 14. rajthelyről hamar felküzdötte magát pontszerző helyre. Button egy rádióüzenet miatt a 11. körben boxutca-áthajtásos büntetést kapott. A 29. körben Kvjat boxutcai gyorshajtásért 5 másodperces büntetést kapott, amit a 48. körben töltött le. Az 51. körben Räikkönen a második kerékcseréje után az előtte haladó Verstappent próbálta a verseny végéig megelőzni, sikertelenül. Gutiérrez is 5 másodperces büntetést kapott, mert feltartotta az első helyen autózó Hamiltont. A 63. körben Button autója füstölni kezdett, a brit kiesett. Vettel az utolsó körökben is előzni próbálta Ricciardót.
A futamot Hamilton nyerte meg, második lett Rosberg, harmadik Ricciardo. Az angol pilóta ezzel átvette a vezetést csapattársától, Rosbergtől a pontversenyben. Negyedik lett Vettel, ötödik Verstappen.
| Pozíció | #  | Pilóta           | Csapat/Motor       |
| ------- | -- | ---------------- | ------------------ |
| 1       | 44 | Lewis Hamilton   | Mercedes           |
| 2       | 6  | Nico Rosberg     | Mercedes           |
| 3       | 3  | Daniel Ricciardo | Red Bull-TAG Heuer |

### Német nagydíj

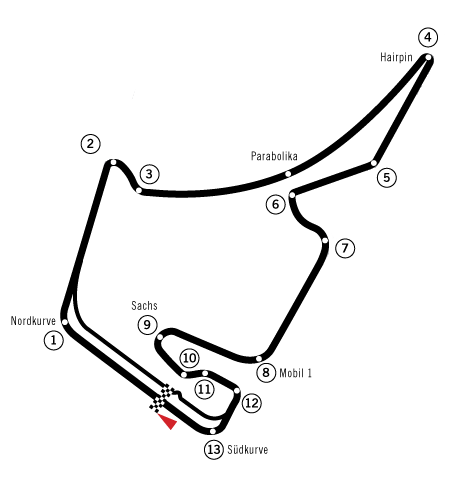
Hockenheimring

Az évad tizenkettedik versenyét, a német nagydíjat 2016. július 31-én rendezték meg a Hockenheimringen. A pályán egy kör 4,574 km, a verseny 67 körös volt.
Rosberg indult az első rajtkockából, de Hamilton és a két Red Bull azonnal megelőzte a németet. A 2. körben már Hamilton, Verstappen, Ricciardo, Rosberg és Vettel az első öt pilóta sorrendje. Palmer az első körben boxutcai kiállásra kényszerült. Massa kerékcseréje a 28. körben nehézkesen sikerült, a brazil 19,5 másodpercet töltött állva. Néhány körrel később Rosberg szabálytalanul előzte meg Verstappent, emiatt Rosberget 5 másodpercre büntették. A 38. körben Massa feladta a versenyt. A 43. körben az első öt pilóta Hamilton, Rosberg, Ricciardo, Verstappen és Vettel volt. Nasr autója a boxutca bejáratában leállt, a pilóta feladta a versenyt.
A versenyt Hamilton nyerte meg Ricciardo és Verstappen előtt. Negyedik lett Rosberg, ötödik Vettel.
| Pozíció | #  | Pilóta           | Csapat/Motor       |
| ------- | -- | ---------------- | ------------------ |
| 1       | 44 | Lewis Hamilton   | Mercedes           |
| 2       | 3  | Daniel Ricciardo | Red Bull-TAG Heuer |
| 3       | 33 | Max Verstappen   | Red Bull-TAG Heuer |

### Belga nagydíj

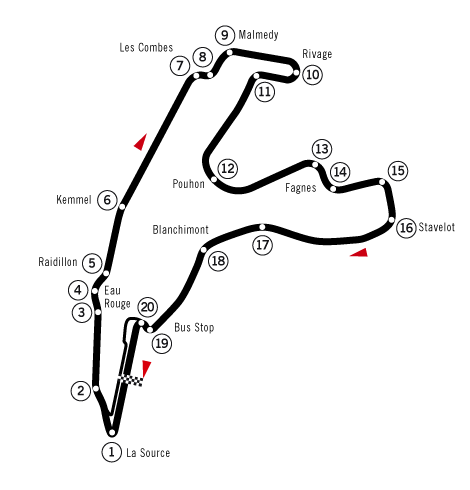
Circuit de Spa-Francorchamps

A tizenharmadik versenyt, a belga nagydíjat 2016. augusztus 28-án rendezték meg Spában. A pályán egy kör 7,004 km, a verseny 44 körös volt.
Az első kanyarban a két Ferrari összeért, kisebb káosz alakult ki a pályán a megpördülő Vettel miatt, Verstappen autója is megsérült. Rosberg megtartotta elsőségét, Hülkenberg került második helyre, Ricciardo pedig harmadikként haladt az élmezőnyben a rajt után. Az első kör végén Verstappen első szárnyát és kerekeit is cserélték, ekkor hátrébb került. Sainz jobb hátsó defekt miatt kipördült a fűre, majd leszakadt hátsó szárnnyal kiállt. Räikkönen autójának orrkúpja nem ment fel simán, a csapat sokat késlekedett a boxban. Ericsson, Wehrlein és Button is kiesett. A 6. körben Magnussen a gumifalba rohant, az autója teljesen összetört, de a dán sértetlenül állt ki a versenyből. Ennél az ütközésnél már bejött a biztonsági autó. Hamilton a 7. helyre küzdötte fel magát ekkor. A 9. körben piros zászlóval félbeszakították a futamot, mert a gumifal sérülése nem volt egyszerűen javítható. Räikkönen és Verstappen között a 13. kör környékén heves csata alakult ki a 14. helyért. Hamilton a 18. körben a 3. helyen autózott. Hamilton kerékcseréjénél a hátsó emelő nem reagált azonnal, így az angol vesztett néhány másodpercet. Nasr a 23. körben 5 másodperces büntetést kapott a pálya elhagyásáért. Alonso, Bottas, Massa és Räikkönen haladtak egy bolyban a verseny vége felé, a Williams pilótái és Räikkönen csatáztak egy ideig.
Rosberg nyerte meg végül a futamot Ricciardo és Hamilton előtt. Negyedik lett Hülkenberg, ötödik Pérez.
| Pozíció | #  | Pilóta           | Csapat/Motor       |
| ------- | -- | ---------------- | ------------------ |
| 1       | 6  | Nico Rosberg     | Mercedes           |
| 2       | 3  | Daniel Ricciardo | Red Bull-TAG Heuer |
| 3       | 44 | Lewis Hamilton   | Mercedes           |

### Olasz nagydíj

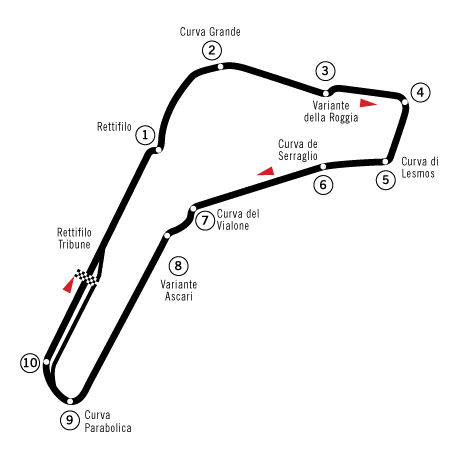
Autodromo Nazionale Monza

A tizennegyedik versenyt, az olasz nagydíjat 2016. szeptember 4-én rendezték meg Monzában. A pályán egy kör 5,793 km, a verseny 53 körös volt.
A rajtot a pole-pozíciós Hamilton nem jól kapta el, így négy helyet esett vissza. Rosberg az élre került Vettellel és Räikkönennel a nyomában. Nasr a 6. körben kiállt, de nem adta fel a versenyt, 10 másodperces büntetést kapott. Palmer 3 körrel később azonban végleg kiállt. Nasr aztán a 18. körben visszajött a pályára. A 28. körben Wehrlein rádióüzenetet kapott a csapatától, hogy azonnal állítsa le az autót, így a német félrehúzódott és kiállt. Hamilton sokáig a 4. helyen autózott, de végül a két Ferrarit sikerült megelőznie. Kvjat boxutcai gyorshajtásért 5 másodperces büntetést kapott, a 38. körben visszament a boxba és feladta a versenyt.
Rosberg nyerte meg a nagydíjat, második lett Hamilton, harmadik Vettel. Negyedik lett Räikkönen, ötödik Ricciardo.
| Pozíció | #  | Pilóta           | Csapat/Motor |
| ------- | -- | ---------------- | ------------ |
| 1       | 6  | Nico Rosberg     | Mercedes     |
| 2       | 44 | Lewis Hamilton   | Mercedes     |
| 3       | 5  | Sebastian Vettel | Ferrari      |

### Szingapúri nagydíj

Singapore Street Circuit

A tizenötödik versenyt, a szingapúri nagydíjat 2016. szeptember 18-án rendezték meg éjszaka Szingapúrban. A pályán egy kör 5,065 km, a verseny 61 körös volt.
Grosjean a felvezető körre már nem tudott elindulni, így autóját visszatolták, nem állt rajthoz. A biztonsági autó az első körben bejött, mert a rajtnál Hülkenberg ütközött és kiesett. Bottasnak bal hátsó defektje lett a baleset során. A harmadik körben kiment a biztonsági autó, ekkor Hamilton Ricciardóval, Alonso Räikkönennel kezdett el csatázni. Vettel lassanként a mezőny végéről előrébb került, a 6. helyről ment ki kerékcserére és a 13. helyre érkezett vissza a 25. körben. A 33. körben Räikkönen megelőzte a 2. helyen autózó Hamiltont, majd kiállt kerékcserére és a 4. helyre érkezett vissza. Hamilton ezt követően szintén kiállt kerékcserére és a finn pilóta mögé tudott visszajönni. Bottas a 37. körben kiállt fékproblémák miatt. A 47. és 48. körben kerékcserék történtek, Räikkönen és Hamilton párosa, valamint Ricciardo és Rosberg is egymáshoz hangolták a kiállásokat, Rosberg végül nem ment ki az utolsó 20 körben. Az utolsó körben Ricciardo 1 másodpercen belülre ért Rosberg mögé, de előzni már nem tudott.
Így első helyen végzett Rosberg, második lett Ricciardo, harmadik Hamilton. Negyedik és ötödik helyen Räikkönen és Vettel ért célba.
| Pozíció | #  | Pilóta           | Csapat/Motor       |
| ------- | -- | ---------------- | ------------------ |
| 1       | 6  | Nico Rosberg     | Mercedes           |
| 2       | 3  | Daniel Ricciardo | Red Bull-TAG Heuer |
| 3       | 44 | Lewis Hamilton   | Mercedes           |

### Maláj nagydíj

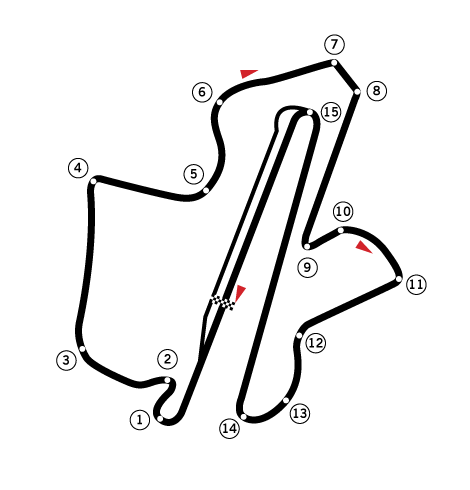
Sepang International Circuit

A tizenhatodik versenyt, a maláj nagydíjat 2016. október 2-án rendezték meg Sepangban. A pályán egy kör 5,543 km, a verseny 56 körös volt.

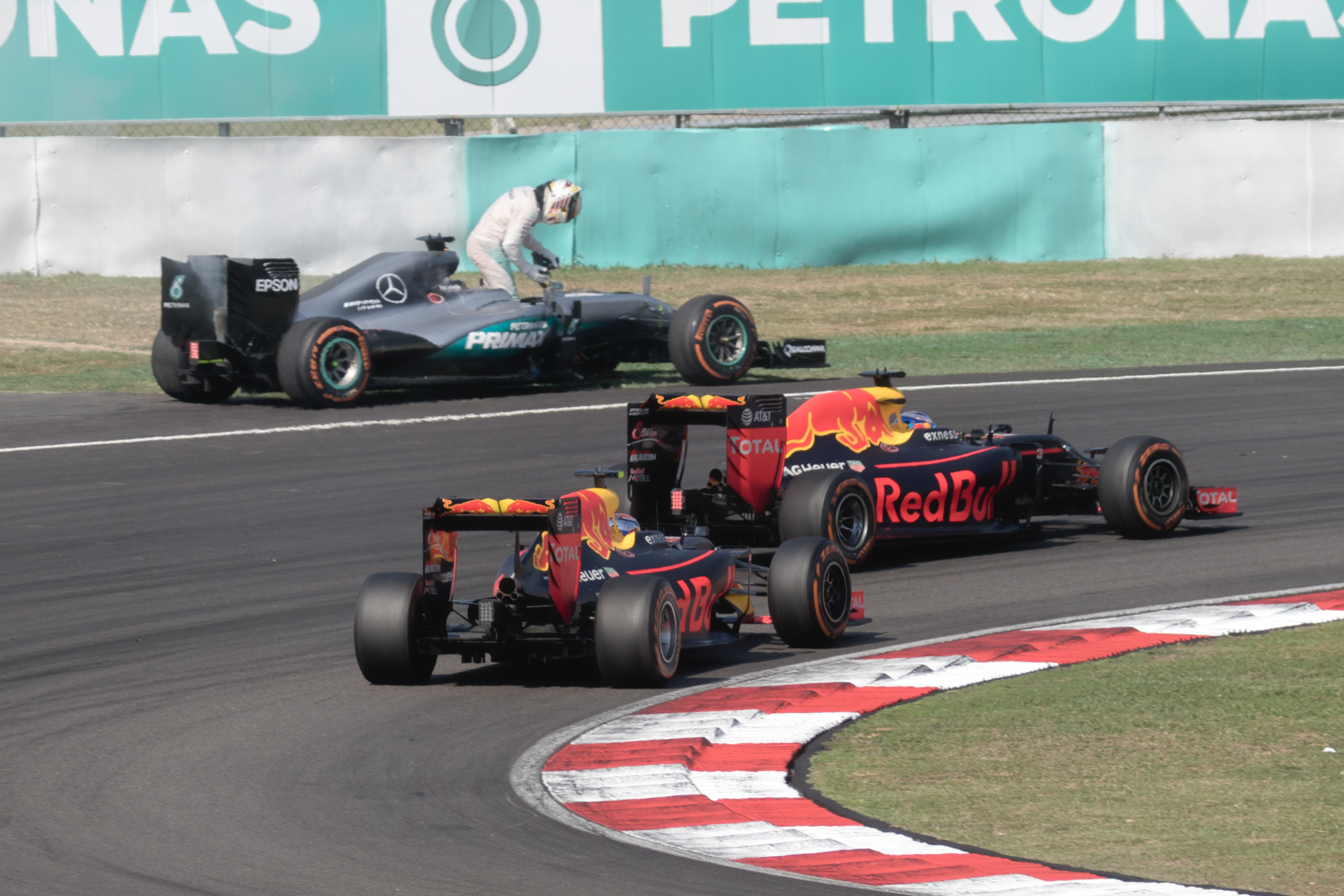
Lewis Hamilton az élről esett ki motorhiba miatt a Maláj nagydíjon, ez döntően befolyásolta a pilóták világbajnokságának kimenetelét.

Massa a felvezető körre nem tudott elindulni, így betolták a boxutcába, a 10. rajthely helyett onnan indult. Sainz indulásnál jelezte, hogy leállt az autó, végül képes volt elindulni. Vettel a rajt utáni első pillanatokban ütközött Rosberggel, majd kiesett. Gutiérrez jobb hátsó defektet szerzett a rajt utáni küzdelemben. Az első kört követően többen mentek a boxutcába. Rosberg az 5. körben a 15. helyen haladt, a Vettellel való ütközés során megpördült a pályán, és a mezőny elhaladt mellette. Grosjean a 9. körben fékhiba miatt kicsúszott a kavicságyba. Ocon túl gyorsan ment a boxutcában, emiatt 5 másodperces büntetést kapott. Magnussennek szóltak a 18. körben, hogy túlságosan sérült az autója, így a dán pilóta kiállt. Ekkor Rosberg már a 7. helyen autózott. A 26. körben az első öt pilóta Verstappen, Hamilton, Ricciardo, Räikkönen és Rosberg volt. Ez a 40. körre a következőképpen változott: Hamilton, Ricciardo, Verstappen, Rosberg és Räikkönen. Több látványos előzés történt, majd a 41. körben Hamilton autója lángra kapott, az angol pilóta kiesett az első helyről. A harmadik virtuális biztonsági autós szakasz 2 körig tartott. Gutiérrez bal első kereke leszaladt a 42. körben, így a mexikói is kiesett. Rosberg 10 másodperces büntetést kapott, amiért egy előzés során ütközött Räikkönennel, de így is sikerült megtartania a dobogós helyét.
Első lett Ricciardo, mögötte végzett Verstappen és Rosberg. Negyedik helyen végzett Räikkönen, ötödik helyen Bottas.
| Pozíció | #  | Pilóta           | Csapat/Motor       |
| ------- | -- | ---------------- | ------------------ |
| 1       | 3  | Daniel Ricciardo | Red Bull-TAG Heuer |
| 2       | 33 | Max Verstappen   | Red Bull-TAG Heuer |
| 3       | 6  | Nico Rosberg     | Mercedes           |

### Japán nagydíj

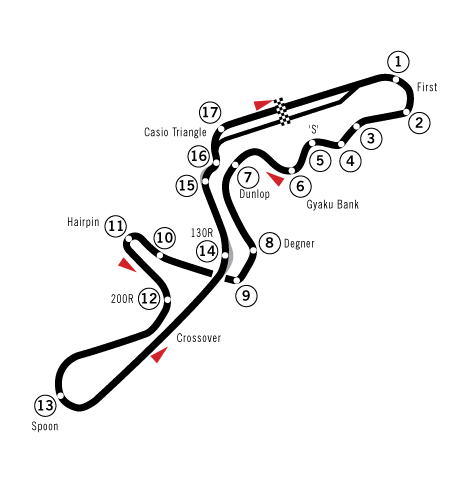
Suzuka Circuit

A tizenhetedik versenyt, a japán nagydíjat 2016. október 9-én rendezték meg Szuzukában. A pályán egy kör 5,807 km, a verseny 53 körös volt.
Hamilton a rajtnál kissé lassan indult, így többen megelőzték. Verstappen, Pérez, Ricciardo, Vettel, Hülkenberg és Räikkönen is az angol pilóta elé tudott kerülni az első körben. A 11. körben elkezdődtek a kerékcserék. A 16. körben a mezőny elején sorrendben Rosberg, Verstappen, Vettel, Hamilton és Bottas volt. Gutiérrez a 21. körben egy kanyarban megpördült, de zavartalanul folytatta a versenyt. A 31. körben a sorrend Vettel, Hamilton, Rosberg, Verstappen és Ricciardo volt az élen. Grosjean kerékcsere után kissé későn indult el, veszített néhány másodpercet, a 11. helyre jött vissza. Hamilton és Verstappen az utolsó körökben csatáztak a 2. helyért, de Hamiltonnak nem sikerült az előzés.
A futamot Rosberg nyerte meg Verstappen és Hamilton előtt. Negyedik lett Vettel, ötödik Räikkönen. A Mercedes ezekkel a pontokkal megnyerte a konstruktőri világbajnokságot, egyúttal az is eldőlt, hogy az egyéni bajnoki címet biztosan a Mercedes egyik pilótája fogja megnyerni.
| Pozíció | #  | Pilóta         | Csapat/Motor       |
| ------- | -- | -------------- | ------------------ |
| 1       | 6  | Nico Rosberg   | Mercedes           |
| 2       | 33 | Max Verstappen | Red Bull-TAG Heuer |
| 3       | 44 | Lewis Hamilton | Mercedes           |

### Amerikai nagydíj

Circuit of the Americas

A tizennyolcadik versenyt, az amerikai nagydíjat 2016. október 23-án rendezték meg Austinban. A pályán egy kör 5,513 km, a verseny 56 körös volt.
Hamilton jól kapta el a rajtot, Ricciardo a második helyen autózó Rosberg elé került. Bottasnak defektje volt, mikor összeért egy kanyarban Hülkenberggel, aki törést észlelt a padlólemezen és feladta a versenyt még az első körben. Kvjat 10 másodperces büntetést kapott baleset okozásáért. Gutiérrez a 18. körben fékhiba miatt kiesett. Verstappen kerékcseréjénél a csapat nem várta a hollandot a 27. körben. Három körrel később az autója váltóhiba miatt lelassult, így félrehúzódott és kiállt. Virtuális biztonsági autós szakasz lépett életbe a 31. körben, amely a Mercedes pilótáinak kedvezett, Ricciardo esélye az előzésre ezzel elveszett. A 39. körben Räikkönen megállt a boxutca kijáratában, mert az autóra nem került fel rendesen a bal hátsó kerék, a finn kiesett. Alonso, Sainz és Massa az utolsó körökben látványosan csatáztak, ennek során Massa és Alonso össze is értek. Az utolsó körben a brazil pilóta még kiment kerékcserére. Alonso végül megelőzte Sainzot.
A futamot Hamilton nyerte meg Rosberg és Ricciardo előtt. Negyedik lett Vettel, ötödik Alonso.
| Pozíció | #  | Pilóta           | Csapat/Motor       |
| ------- | -- | ---------------- | ------------------ |
| 1       | 44 | Lewis Hamilton   | Mercedes           |
| 2       | 6  | Nico Rosberg     | Mercedes           |
| 3       | 3  | Daniel Ricciardo | Red Bull-TAG Heuer |

### Mexikói nagydíj

Autódromo Hermanos Rodríguez

A szezon tizenkilencedik versenyét, a mexikói nagydíjat 2016. október 30-án rendezték meg Mexikóvárosban. A pályán egy kör 4,304 km hosszú, a verseny 71 körös volt.
A rajtot követően Hamilton egy hatalmas fékezés után leszaladt a pályáról a bukótérbe, Ericsson és Wehrlein ütköztek még az első körben, a német kiesett. Vettel defekt miatt az első kör végén kiment a boxba. A két körig tartó biztonsági autós szakaszban többen kimentek kerékcserére, Ericsson autóján szárnyat is cseréltek. A 6. körben az első öt pilóta sorrendje a következő volt: Hamilton, Rosberg, Verstappen, Hülkenberg, Räikkönen. Sainz 5 másodperces büntetést kapott Alonso leszorításáért. A 29. körben a futamot Vettel vezette, mögötte Hamilton és Rosberg haladt, de ekkor Vettel még nem volt kint kerékcserén, csak a 32. körben. A Mercedesek mögött ekkor a Red Bull pilótái haladtak: Verstappen a 33. körben utolérte Rosberget. Alonso kerékcseréjénél történt egy kis fennakadás a 49. körben. Az 50. körben Rosberg és Verstappen csatáztak a 2. helyért, de Rosberg megtartotta a pozícióját. Kvjat 5 másodperces büntetést kapott pályaelhagyásért. Räikkönen megelőzte Hülkenberget a 68. körben, Hülkenberg megpördült a pályán. Még ebben a körben Verstappen elfékezte és levágta az egyik kanyart, amikor Vettellel csatázott. Ricciardo utolérte Vettelt, hárman haladtak egy bolyban az utolsó körben.
A futamot Hamilton nyerte Rosberg és Verstappen előtt, azonban a holland pilóta 5 másodperces büntetést kapott a leintés után pályaelhagyás miatt, így a dobogó alsó fokán Vettel állhatott, akit ezután szintén megbüntettek 10 másodpercre egy Ricciardóval szembeni veszélyes műveletért, így a hivatalos végeredmény szerint Ricciardóé lett a harmadik hely, Verstappené a negyedik és Vettelé az ötödik.
| Pozíció | #  | Pilóta           | Csapat/Motor       |
| ------- | -- | ---------------- | ------------------ |
| 1       | 44 | Lewis Hamilton   | Mercedes           |
| 2       | 6  | Nico Rosberg     | Mercedes           |
| 3       | 3  | Daniel Ricciardo | Red Bull-TAG Heuer |

### Brazil nagydíj

Autódromo José Carlos Pace

A szezon huszadik versenyét, a brazil nagydíjat 2016. november 13-án rendezték meg Interlagosban. A pályán egy kör 4,309 km, a verseny 71 körös volt.
A rajtot a heves esőzés miatt először 10 perccel elhalasztották, majd a mezőny a biztonsági autó mögött rajtolt el, miután a versenyirányítás nem engedélyezte az állórajtot. A 7. körben a biztonsági autó kiállt a mezőny elől, azonban az eső továbbra is hol kevésbé, hol jobban esett, a látási viszonyok pedig nem voltak versenyzéshez ideálisak. A 13.-tól a 19. körig Marcus Ericsson balesete miatt másodszorra is Bernd Mayländer vezette fel a pilótákat, miközben Max Verstappen az év egyik legszebb előzését bemutatva már a második helyen haladt Hamilton mögött, miután megelőzte Rosberget. Az újabb repülőrajt után a német visszakerült a második helyre, miután Verstappent a Red Bull elhamarkodottan a bokszutcába hívta kerékcserére. A holland a futam utolsó harmadában nagyszerű versenyzést mutatott be az esőben és végül visszaküzdötte magát a dobogóra. Hamilton győzelmével életben tartotta világbajnoki reményeit a második Rosberggel szemben. A futam krónikájához tartozik, hogy a biztonsági autó összesen hat alkalommal volt benn a pályán, a versenyt pedig kétszer is megszakították 35, majd 25 percre, - előbb Räikkönen balesete, majd az egyre rosszabb látási viszonyok miatt - ilyen először fordult elő a Formula–1 történetében, míg a biztonsági autó összesen 28 körön át tartózkodott a versenypályán.
| Pozíció | #  | Pilóta         | Csapat/Motor       |
| ------- | -- | -------------- | ------------------ |
| 1       | 44 | Lewis Hamilton | Mercedes           |
| 2       | 6  | Nico Rosberg   | Mercedes           |
| 3       | 33 | Max Verstappen | Red Bull-TAG Heuer |

### Abu-dzabi nagydíj

Yas Island Circuit

A világbajnokság huszonegyedik, egyben utolsó versenyét, az abu-dzabi nagydíjat 2016. november 27-én rendezték meg Abu Dzabiban. A pályán egy kör 5,554 km, a verseny 55 körös volt.
Az időmérőn a két Mercedes sajátította ki az első két rajtkockát Hamilton–Rosberg sorrendben, és a rajt után ez is maradt a helyzet kettőjük között, az élbolyból csak az 5. helyről startoló Verstappen esett vissza az utolsó helyre miután megpördült egy rajt utáni koccanás következtében. Innentől kezdve feszült taktikai játék kezdődött, Hamilton az élen próbálta úgy diktálni a tempót, hogy Rosberget esetlegesen több riválisa is beérhesse, megelőzhesse. A 13. körben véget ért Jenson Button pályafutása, a McLaren kerékfelfüggesztése eltört, az angol kénytelen volt feladni utolsó versenyét. Hatalmas tapsot kapott a közönségtől 2009 világbajnoka. Verstappen a Red Bull elnyújtott kerékcsere-taktikájának következtében visszaverekedte magát az élbolyba, miközben Hamilton folyamatosan lassabb tempót diktált az élen, összehúzva az élmezőnyt. A futam hajrájáig nem történt változás, a 3-5. helyig a Red Bullok és Vettel harcolt a dobogó alsó fokáért. A 45. körben csapata nagyobb sebesség diktálására utasította Hamiltont, aki ezt figyelmen kívül hagyva Rosberg nyakára húzta Vettelt és a Ricciardo-Verstappen párost. Végül előzés nem történt, a versenyt Hamilton nyerte, mögötte Rosberg futott be, aki ezzel megszerezte a világbajnoki címet. A harmadik helyezett Vettel lett, Felipe Massa 9. lett.
| Pozíció | #  | Pilóta           | Csapat/Motor |
| ------- | -- | ---------------- | ------------ |
| 1       | 44 | Lewis Hamilton   | Mercedes     |
| 2       | 6  | Nico Rosberg     | Mercedes     |
| 3       | 5  | Sebastian Vettel | Ferrari      |

## Nagydíjak
| #  | Nagydíj            | Pole pozíció     | Leggyorsabb kör  | Győztes pilóta   | Győztes konstruktőr | A nap versenyzője | Összefoglaló |
| -- | ------------------ | ---------------- | ---------------- | ---------------- | ------------------- | ----------------- | ------------ |
| 1  | Ausztrál nagydíj   | Lewis Hamilton   | Daniel Ricciardo | Nico Rosberg     | Mercedes            | Romain Grosjean   | Összefoglaló |
| 2  | Bahreini nagydíj   | Lewis Hamilton   | Nico Rosberg     | Nico Rosberg     | Mercedes            | Romain Grosjean   | Összefoglaló |
| 3  | Kínai nagydíj      | Nico Rosberg     | Nico Hülkenberg  | Nico Rosberg     | Mercedes            | Danyiil Kvjat     | Összefoglaló |
| 4  | Orosz nagydíj      | Nico Rosberg     | Nico Rosberg     | Nico Rosberg     | Mercedes            | Kevin Magnussen   | Összefoglaló |
| 5  | Spanyol nagydíj    | Lewis Hamilton   | Danyiil Kvjat    | Max Verstappen   | Red Bull-TAG Heuer  | Max Verstappen    | Összefoglaló |
| 6  | Monacói nagydíj    | Daniel Ricciardo | Lewis Hamilton   | Lewis Hamilton   | Mercedes            | Sergio Pérez      | Összefoglaló |
| 7  | Kanadai nagydíj    | Lewis Hamilton   | Nico Rosberg     | Lewis Hamilton   | Mercedes            | Max Verstappen    | Összefoglaló |
| 8  | Európai nagydíj    | Nico Rosberg     | Nico Rosberg     | Nico Rosberg     | Mercedes            | Sergio Pérez      | Összefoglaló |
| 9  | Osztrák nagydíj    | Lewis Hamilton   | Lewis Hamilton   | Lewis Hamilton   | Mercedes            | Max Verstappen    | Összefoglaló |
| 10 | Brit nagydíj       | Lewis Hamilton   | Nico Rosberg     | Lewis Hamilton   | Mercedes            | Max Verstappen    | Összefoglaló |
| 11 | Magyar nagydíj     | Nico Rosberg     | Kimi Räikkönen   | Lewis Hamilton   | Mercedes            | Kimi Räikkönen    | Összefoglaló |
| 12 | Német nagydíj      | Nico Rosberg     | Daniel Ricciardo | Lewis Hamilton   | Mercedes            | Daniel Ricciardo  | Összefoglaló |
| 13 | Belga nagydíj      | Nico Rosberg     | Lewis Hamilton   | Nico Rosberg     | Mercedes            | Lewis Hamilton    | Összefoglaló |
| 14 | Olasz nagydíj      | Lewis Hamilton   | Fernando Alonso  | Nico Rosberg     | Mercedes            | Nico Rosberg      | Összefoglaló |
| 15 | Szingapúri nagydíj | Nico Rosberg     | Daniel Ricciardo | Nico Rosberg     | Mercedes            | Sebastian Vettel  | Összefoglaló |
| 16 | Maláj nagydíj      | Lewis Hamilton   | Nico Rosberg     | Daniel Ricciardo | Red Bull-TAG Heuer  | Max Verstappen    | Összefoglaló |
| 17 | Japán nagydíj      | Nico Rosberg     | Sebastian Vettel | Nico Rosberg     | Mercedes            | Max Verstappen    | Összefoglaló |
| 18 | Amerikai nagydíj   | Lewis Hamilton   | Sebastian Vettel | Lewis Hamilton   | Mercedes            | Max Verstappen    | Összefoglaló |
| 19 | Mexikói nagydíj    | Lewis Hamilton   | Daniel Ricciardo | Lewis Hamilton   | Mercedes            | Sebastian Vettel  | Összefoglaló |
| 20 | Brazil nagydíj     | Lewis Hamilton   | Max Verstappen   | Lewis Hamilton   | Mercedes            | Max Verstappen    | Összefoglaló |
| 21 | Abu-Dzabi nagydíj  | Lewis Hamilton   | Sebastian Vettel | Lewis Hamilton   | Mercedes            | Sebastian Vettel  | Összefoglaló |

## Eredmények

### Versenyzők
Pontozás:
| Helyezés | 1. | 2. | 3. | 4. | 5. | 6. | 7. | 8. | 9. | 10. | 11–22. |
| -------- | -- | -- | -- | -- | -- | -- | -- | -- | -- | --- | ------ |
| Pont     | 25 | 18 | 15 | 12 | 10 | 8  | 6  | 4  | 2  | 1   | 0      |

(Félkövér: pole-pozíció, dőlt: leggyorsabb kör, a színkódokról részletes információ itt található)
| Helyezés | Versenyző         | Rajt- szám | AUS | BHR | CHN | RUS | ESP | MON | CAN | EUR | AUT | GBR | HUN | GER | BEL | ITA | SIN | MAL | JPN | USA | MEX | BRA | ABU | Pont |
| -------- | ----------------- | ---------- | --- | --- | --- | --- | --- | --- | --- | --- | --- | --- | --- | --- | --- | --- | --- | --- | --- | --- | --- | --- | --- | ---- |
| 1.       | Nico Rosberg      | 6          | 1   | 1   | 1   | 1   | ki  | 7   | 5   | 1   | 4   | 3   | 2   | 4   | 1   | 1   | 1   | 3   | 1   | 2   | 2   | 2   | 2   | 385  |
| 2.       | Lewis Hamilton    | 44         | 2   | 3   | 7   | 2   | ki  | 1   | 1   | 5   | 1   | 1   | 1   | 1   | 3   | 2   | 3   | ki  | 3   | 1   | 1   | 1   | 1   | 380  |
| 3.       | Daniel Ricciardo  | 3          | 4   | 4   | 4   | 11  | 4   | 2   | 7   | 7   | 5   | 4   | 3   | 2   | 2   | 5   | 2   | 1   | 6   | 3   | 3   | 8   | 5   | 256  |
| 4.       | Sebastian Vettel  | 5          | 3   | ni  | 2   | ki  | 3   | 4   | 2   | 2   | ki  | 9   | 4   | 5   | 6   | 3   | 5   | ki  | 4   | 4   | 5   | 5   | 3   | 212  |
| 5.       | Max Verstappen    | 33         | 10  | 6   | 8   | ki  | 1   | ki  | 4   | 8   | 2   | 2   | 5   | 3   | 11  | 7   | 6   | 2   | 2   | ki  | 4   | 3   | 4   | 204  |
| 6.       | Kimi Räikkönen    | 7          | ki  | 2   | 5   | 3   | 2   | ki  | 6   | 4   | 3   | 5   | 6   | 6   | 9   | 4   | 4   | 4   | 5   | ki  | 6   | ki  | 6   | 186  |
| 7.       | Sergio Pérez      | 11         | 13  | 16  | 11  | 9   | 7   | 3   | 10  | 3   | 17† | 6   | 11  | 10  | 5   | 8   | 8   | 6   | 7   | 8   | 10  | 4   | 8   | 101  |
| 8.       | Valtteri Bottas   | 77         | 8   | 9   | 10  | 4   | 5   | 12  | 3   | 6   | 9   | 14  | 9   | 9   | 8   | 6   | ki  | 5   | 10  | 16  | 8   | 11  | ki  | 85   |
| 9.       | Nico Hülkenberg   | 27         | 7   | 15  | 15  | ki  | ki  | 6   | 8   | 9   | 19† | 7   | 10  | 7   | 4   | 10  | ki  | 8   | 8   | ki  | 7   | 7   | 7   | 72   |
| 10.      | Fernando Alonso   | 14         | ki  | sér | 12  | 6   | ki  | 5   | 11  | ki  | 18† | 13  | 7   | 14  | 7   | 14  | 7   | 7   | 16  | 5   | 13  | 10  | 10  | 54   |
| 11.      | Felipe Massa      | 19         | 5   | 8   | 6   | 5   | 8   | 10  | ki  | 10  | 20† | 11  | 18  | ki  | 10  | 9   | 12  | 13  | 9   | 7   | 9   | ki  | 9   | 53   |
| 12.      | Carlos Sainz Jr.  | 55         | 9   | ki  | 9   | 12  | 6   | 8   | 9   | ki  | 8   | 8   | 8   | 14  | ki  | 15  | 14  | 11  | 17  | 6   | 16  | 6   | ki  | 46   |
| 13.      | Romain Grosjean   | 8          | 6   | 5   | 19  | 8   | ki  | 13  | 14  | 13  | 7   | ki  | 14  | 13  | 13  | 11  | ni  | ki  | 11  | 10  | 20  | ni  | 11  | 29   |
| 14.      | Danyiil Kvjat     | 26         | ni  | 7   | 3   | 15  | 10  | ki  | 12  | ki  | ki  | 10  | 16  | 15  | 14  | ki  | 9   | 14  | 13  | 11  | 18  | 13  | ki  | 25   |
| 15.      | Jenson Button     | 22         | 14  | ki  | 13  | 10  | 9   | 9   | ki  | 11  | 6   | 12  | ki  | 8   | ki  | 12  | ki  | 9   | 18  | 9   | 12  | 16  | ki  | 21   |
| 16.      | Kevin Magnussen   | 20         | 12  | 11  | 17  | 7   | 15  | ki  | 16  | 14  | 14  | 17† | 15  | 16  | ki  | 17  | 10  | ki  | 14  | 12  | 17  | 14  | ki  | 7    |
| 17.      | Felipe Nasr       | 12         | 15  | 14  | 20  | 16  | 14  | ki  | 18  | 12  | 13  | 15  | 17  | ki  | 17  | ki  | 13  | ki  | 19  | 15  | 15  | 9   | 16  | 2    |
| 18.      | Jolyon Palmer     | 30         | 11  | ni  | 22  | 13  | 13  | ki  | ki  | 15  | 12  | ki  | 12  | 19  | 15  | ki  | 15  | 10  | 12  | 13  | 14  | ki  | 17  | 1    |
| 19.      | Pascal Wehrlein   | 94         | 16  | 13  | 18  | 18  | 16  | 14  | 17  | ki  | 10  | ki  | 19  | 17  | ki  | ki  | 16  | 15  | 22  | 17  | ki  | 15  | 14  | 1    |
| 20.      | Stoffel Vandoorne | 47         |     | 10  |     |     |     |     |     |     |     |     |     |     |     |     |     |     |     |     |     |     |     | 1    |
| 21.      | Esteban Gutiérrez | 21         | ki  | ki  | 14  | 17  | 11  | 11  | 13  | 16  | 11  | 16  | 13  | 11  | 12  | 13  | 11  | ki  | 20  | ki  | 19  | ki  | 12  | 0    |
| 22.      | Marcus Ericsson   | 9          | ki  | 12  | 16  | 14  | 12  | ki  | 15  | 17  | 15  | ki  | 20  | 18  | ki  | 16  | 17  | 12  | 15  | 14  | 11  | ki  | 15  | 0    |
| 23.      | Esteban Ocon      | 31         |     |     |     |     |     |     |     |     |     |     |     |     | 16  | 18  | 18  | 16  | 21  | 18  | 21  | 12  | 13  | 0    |
| 24.      | Rio Haryanto      | 88         | ki  | 17  | 21  | ki  | 17  | 15  | 19  | 18  | 16  | ki  | 21  | 20  |     |     |     |     |     |     |     |     |     | 0    |
| Helyezés | Versenyző         | Rajt- szám | AUS | BHR | CHN | RUS | ESP | MON | CAN | EUR | AUT | GBR | HUN | GER | BEL | ITA | SIN | MAL | JPN | USA | MEX | BRA | ABU | Pont |

Megjegyzés:
- † – Nem fejezte be a futamot, de rangsorolva lett, mert teljesítette a versenytáv 90%-át.

### Konstruktőrök
| Helyezés | Csapat               | Rajt- szám | AUS | BHR | CHN | RUS | ESP | MON | CAN | EUR | AUT | GBR | HUN | GER | BEL | ITA | SIN | MAL | JPN | USA | MEX | BRA | ABU | Pont |
| -------- | -------------------- | ---------- | --- | --- | --- | --- | --- | --- | --- | --- | --- | --- | --- | --- | --- | --- | --- | --- | --- | --- | --- | --- | --- | ---- |
| 1.       | Mercedes             | 6          | 1   | 1   | 1   | 1   | ki  | 7   | 5   | 1   | 4   | 3   | 2   | 4   | 1   | 1   | 1   | 3   | 1   | 2   | 2   | 2   | 2   | 765  |
| 1.       | Mercedes             | 44         | 2   | 3   | 7   | 2   | ki  | 1   | 1   | 5   | 1   | 1   | 1   | 1   | 3   | 2   | 3   | ki  | 3   | 1   | 1   | 1   | 1   | 765  |
| 2.       | Red Bull-TAG Heuer   | 3          | 4   | 4   | 4   | 11  | 4   | 2   | 7   | 7   | 5   | 4   | 3   | 2   | 2   | 5   | 2   | 1   | 6   | 3   | 3   | 8   | 5   | 468  |
| 2.       | Red Bull-TAG Heuer   | 26         | ni  | 7   | 3   | 15  |     |     |     |     |     |     |     |     |     |     |     |     |     |     |     |     |     | 468  |
| 2.       | Red Bull-TAG Heuer   | 33         |     |     |     |     | 1   | ki  | 4   | 8   | 2   | 2   | 5   | 3   | 11  | 7   | 6   | 2   | 2   | ki  | 4   | 3   | 4   | 468  |
| 3.       | Ferrari              | 5          | 3   | ni  | 2   | ki  | 3   | 4   | 2   | 2   | ki  | 9   | 4   | 5   | 6   | 3   | 5   | ki  | 4   | 4   | 5   | 5   | 3   | 398  |
| 3.       | Ferrari              | 7          | ki  | 2   | 5   | 3   | 2   | ki  | 6   | 4   | 3   | 5   | 6   | 6   | 9   | 4   | 4   | 4   | 5   | ki  | 6   | ki  | 6   | 398  |
| 4.       | Force India-Mercedes | 11         | 13  | 16  | 11  | 9   | 7   | 3   | 10  | 3   | 17† | 6   | 11  | 10  | 5   | 8   | 8   | 6   | 7   | 8   | 10  | 4   | 8   | 173  |
| 4.       | Force India-Mercedes | 27         | 7   | 15  | 15  | ki  | ki  | 6   | 8   | 9   | 19† | 7   | 10  | 7   | 4   | 10  | ki  | 8   | 8   | ki  | 7   | 7   | 7   | 173  |
| 5.       | Williams-Mercedes    | 19         | 5   | 8   | 6   | 5   | 8   | 10  | ki  | 10  | 20† | 11  | 18  | ki  | 10  | 9   | 12  | 13  | 9   | 7   | 9   | ki  | 9   | 138  |
| 5.       | Williams-Mercedes    | 77         | 8   | 9   | 10  | 4   | 5   | 12  | 3   | 6   | 9   | 14  | 9   | 9   | 8   | 6   | ki  | 5   | 10  | 16  | 8   | 11  | ki  | 138  |
| 6.       | McLaren-Honda        | 14         | ki  | sér | 12  | 6   | ki  | 5   | 11  | ki  | 18† | 13  | 7   | 12  | 7   | 14  | 7   | 7   | 16  | 5   | 13  | 10  | 10  | 76   |
| 6.       | McLaren-Honda        | 22         | 14  | ki  | 13  | 10  | 9   | 9   | ki  | 11  | 6   | 12  | ki  | 8   | ki  | 12  | ki  | 9   | 18  | 9   | 12  | 16  | ki  | 76   |
| 6.       | McLaren-Honda        | 47         |     | 10  |     |     |     |     |     |     |     |     |     |     |     |     |     |     |     |     |     |     |     | 76   |
| 7.       | Toro Rosso-Ferrari   | 26         |     |     |     |     | 10  | ki  | 12  | ki  | ki  | 10  | 16  | 15  | 14  | ki  | 9   | 14  | 13  | 11  | 18  | 13  | ki  | 63   |
| 7.       | Toro Rosso-Ferrari   | 33         | 10  | 6   | 8   | ki  |     |     |     |     |     |     |     |     |     |     |     |     |     |     |     |     |     | 63   |
| 7.       | Toro Rosso-Ferrari   | 55         | 9   | ki  | 9   | 12  | 6   | 8   | 9   | ki  | 8   | 8   | 8   | 14  | ki  | 15  | 14  | 11  | 17  | 6   | 16  | 6   | ki  | 63   |
| 8.       | Haas-Ferrari         | 8          | 6   | 5   | 19  | 8   | ki  | 13  | 14  | 13  | 7   | ki  | 14  | 13  | 13  | 11  | ni  | ki  | 11  | 10  | 20  | ni  | 11  | 29   |
| 8.       | Haas-Ferrari         | 21         | ki  | ki  | 14  | 17  | 11  | 11  | 13  | 16  | 11  | 16  | 13  | 11  | 12  | 13  | 11  | ki  | 20  | ki  | 19  | ki  | 12  | 29   |
| 9.       | Renault              | 20         | 12  | 11  | 17  | 7   | 15  | ki  | 16  | 14  | 14  | 17† | 15  | 16  | ki  | 17  | 10  | ki  | 14  | 12  | 17  | 14  | ki  | 8    |
| 9.       | Renault              | 30         | 11  | ni  | 22  | 13  | 13  | ki  | ki  | 15  | 12  | ki  | 12  | 19  | 15  | ki  | 15  | 10  | 12  | 13  | 14  | ki  | 17  | 8    |
| 10.      | Sauber-Ferrari       | 9          | ki  | 12  | 16  | 14  | 12  | ki  | 15  | 17  | 15  | ki  | 20  | 18  | ki  | 16  | 17  | 12  | 15  | 14  | 11  | ki  | 15  | 2    |
| 10.      | Sauber-Ferrari       | 12         | 15  | 14  | 20  | 16  | 14  | ki  | 18  | 12  | 13  | 15  | 17  | ki  | 17  | ki  | 13  | ki  | 19  | 15  | 15  | 9   | 16  | 2    |
| 11.      | Manor-Mercedes       | 31         |     |     |     |     |     |     |     |     |     |     |     |     | 16  | 18  | 18  | 16  | 21  | 18  | 21  | 12  | 13  | 1    |
| 11.      | Manor-Mercedes       | 88         | ki  | 17  | 21  | ki  | 17  | 15  | 19  | 18  | 16  | ki  | 21  | 20  |     |     |     |     |     |     |     |     |     | 1    |
| 11.      | Manor-Mercedes       | 94         | 16  | 13  | 18  | 18  | 16  | 14  | 17  | ki  | 10  | ki  | 19  | 17  | ki  | ki  | 16  | 15  | 22  | 17  | ki  | 15  | 14  | 1    |
| Helyezés | Csapat               | Rajt- szám | AUS | BHR | CHN | RUS | ESP | MON | CAN | EUR | AUT | GBR | HUN | GER | BEL | ITA | SIN | MAL | JPN | USA | MEX | BRA | ABU | Pont |

Megjegyzés:
- † — Nem fejezte be a futamot, de rangsorolva lett, mert teljesítette a versenytáv 90%-át.

### Időmérő edzések
Színmagyarázat:
| Helyezés | Pole pozíció | A Q3-ba jutott | Kiesett a Q2-ben | Kiesett a Q1-ben | Nem kvalifikált | Nem vett részt |
| -------- | ------------ | -------------- | ---------------- | ---------------- | --------------- | -------------- |
| Színkód  | 1.           | 2–10.          | 11–16.           | 17–22.           | nk              | ni             |

Az első két futamon használt eltérő időmérő-rendszer pontozása:
| Helyezés | Pole pozíció | A Q3-ba jutott | Kiesett a Q2-ben | Kiesett a Q1-ben | Nem kvalifikált | Nem vett részt |
| -------- | ------------ | -------------- | ---------------- | ---------------- | --------------- | -------------- |
| Színkód  | 1.           | 2–8.           | 9–15.            | 16–22.           | nk              | ni             |

| Helyezés | Versenyző         | Rajt- szám | AUS | BHR | CHN | RUS | ESP | MON | CAN | EUR | AUT | GBR | HUN | GER | BEL | ITA | SIN | MAL | JPN | USA | MEX | BRA | ABU |
| 1.       | Nico Rosberg      | 6          | 2   | 2   | 1   | 1   | 2   | 2   | 2   | 1   | 2†  | 2   | 1   | 1   | 1   | 2   | 1   | 2   | 1   | 2   | 2   | 2   | 2   |
| 2.       | Lewis Hamilton    | 44         | 1   | 1   | nk† | 10  | 1   | 3   | 1   | 10  | 1   | 1   | 2   | 2   | 21† | 1   | 3   | 1   | 2   | 1   | 1   | 1   | 1   |
| 3.       | Daniel Ricciardo  | 3          | 8   | 5   | 2   | 6   | 3   | 1   | 4   | 3   | 7   | 4   | 3   | 3   | 5   | 6   | 2   | 4   | 6   | 3   | 4   | 6   | 3   |
| 4.       | Sebastian Vettel  | 5          | 3   | 3   | 4   | 2†  | 6   | 4   | 3   | 4   | 4†  | 6†  | 5   | 6   | 4   | 3   | 22† | 5   | 4†  | 6   | 7   | 5   | 5   |
| 5.       | Max Verstappen    | 33         | 5   | 10  | 9   | 9   | 4   | nk  | 5   | 9   | 9   | 3   | 4   | 4   | 2   | 7   | 4   | 3   | 5   | 4   | 3   | 4   | 6   |
| 6.       | Kimi Räikkönen    | 7          | 4   | 4   | 3   | 4   | 5   | 6†  | 6   | 5   | 6   | 5   | 14  | 5   | 3   | 4   | 5   | 6   | 3†  | 5   | 6   | 3   | 4   |
| 7.       | Sergio Pérez      | 11         | 9   | 18  | 7   | 7   | 9   | 8   | 11  | 2†  | 16  | 11  | 13  | 9   | 6   | 8   | 10† | 7   | 7   | 11  | 12  | 9   | 8   |
| 8.       | Valtteri Bottas   | 77         | 11† | 6   | 5   | 3   | 7   | 11  | 7   | 8   | 8   | 7   | 10  | 8   | 8   | 5   | 11  | 11  | 11  | 8   | 8   | 11  | 11  |
| 9.       | Nico Hülkenberg   | 27         | 10  | 8   | 10† | 13  | 11  | 5   | 9   | 12  | 3   | 9   | 9   | 7   | 7   | 9   | 8   | 8   | 9   | 7   | 5   | 8   | 7   |
| 10.      | Fernando Alonso   | 14         | 12  | sér | 12  | 14  | 10  | 10  | 10  | 14  | 14  | 10  | 7   | 14  | nk† | 13  | 9   | 22† | 15  | 12  | 11  | 10  | 9   |
| 11.      | Felipe Massa      | 19         | 6   | 7   | 11  | 5   | 18  | 14  | 8   | 6   | 10† | 12  | 18  | 10  | 10  | 11  | 12  | 10  | 12  | 9   | 9   | 13  | 10  |
| 12.      | Carlos Sainz Jr.  | 55         | 7   | 11  | 8   | 11  | 8   | 7   | 16† | 13† | 15  | 8   | 6   | 13  | 15  | 16  | 6   | 16  | 14  | 10  | 10  | 15  | 21  |
| 13.      | Romain Grosjean   | 8          | 19  | 9   | 14  | 15  | 14  | 15  | 15  | 11  | 13  | 13  | 11  | 15† | 11  | 12† | 15† | 12  | 8   | 17  | 21  | 7   | 14  |
| 14.      | Danyiil Kvjat     | 26         | 18  | 15  | 6   | 8   | 13  | 9   | 13† | 7   | 20† | 15  | 12  | 19  | 19  | 17  | 7   | 15  | 13  | 13  | 18  | 14  | 17  |
| 15.      | Jenson Button     | 22         | 13  | 14  | 13  | 12  | 12  | 13  | 12  | 19  | 5   | 17  | 8   | 12  | 9   | 15  | 13  | 9   | 17† | 19  | 13  | 17  | 12  |
| 16.      | Kevin Magnussen   | 20         | 15  | 19† | 17  | 17  | 15  | 16  | nk† | 21† | 17  | 16  | 19  | 17  | 12  | 21  | 17  | 14  | 18  | 18  | 14  | 18  | 18  |
| 17.      | Felipe Nasr       | 12         | 17  | 22  | 16  | 19  | 20  | nk  | 20  | 16  | 22† | 21  | 16  | 21  | 17  | 18  | 18  | 18  | 20  | 21  | 19  | 22  | 19  |
| 18.      | Jolyon Palmer     | 30         | 14  | 20  | 19  | 18  | 17  | 18  | 17  | 22  | 18† | 18  | 17  | 16  | 14  | 20  | 19  | 19  | 16  | 15  | nk  | 16  | 15  |
| 19.      | Pascal Wehrlein   | 94         | 22  | 16  | nk  | 20  | 21  | 20  | 18  | 18  | 12  | 20  | 21  | 18  | 16  | 14  | 20  | 21  | 22† | 20  | 16  | 19  | 16  |
| 20.      | Stoffel Vandoorne | 47         |     | 12  |     |     |     |     |     |     |     |     |     |     |     |     |     |     |     |     |     |     |     |
| 21.      | Esteban Gutiérrez | 21         | 20  | 13  | 18  | 16  | 16  | 12  | 14  | 15  | 11  | 14  | 15  | 11  | 13† | 10  | 14  | 13  | 10  | 14  | 17  | 12  | 13  |
| 22.      | Marcus Ericsson   | 9          | 16  | 17  | 15  | 22  | 19  | 17  | 19† | 20  | 21  | nk  | 20  | 22  | 20† | 19  | 16  | 17  | 19  | 16  | 15  | 21  | 22  |
| 23.      | Esteban Ocon      | 31         |     |     |     |     |     |     |     |     |     |     |     |     | 18  | nk  | 21  | 20  | 21  | 22  | 20  | 20† | 20  |
| 24.      | Rio Haryanto      | 88         | 21† | 21  | 20  | 21  | 22  | 19  | 21  | 17  | 19† | 19  | 22  | 20  |     |     |     |     |     |     |     |     |     |
| Helyezés | Versenyző         | Rajt- szám | AUS | BHR | CHN | RUS | ESP | MON | CAN | EUR | AUT | GBR | HUN | GER | BEL | ITA | SIN | MAL | JPN | USA | MEX | BRA | ABU |

Megjegyzés:
- A táblázatban az időmérő edzésen elért eredmények, és nem a hivatalos rajtpozíciók szerepelnek.
- † — A rajtpozíció változott az időmérő edzésen elért helyezéshez képest (nem számítva az egy másik versenyző hátrasorolásából következő előrelépést és a boxutcából való indulást). A részletekért lásd a futamok szócikkeit.
- A szezon első két futamán eltérő időmérő-rendszer volt érvényben.

## Statisztikák

### Versenyzők
| #   | +/- | Versenyző         | Rsz. | Csapat                                   | Rajt | Győzelem | DH | Pole | LK | Pont | P+/– |
| --- | --- | ----------------- | ---- | ---------------------------------------- | ---- | -------- | -- | ---- | -- | ---- | ---- |
| 1.  | +1  | Nico Rosberg      | 6    | Mercedes                                 | 21   | 9        | 16 | 8    | 6  | 385  | +63  |
| 2.  | –1  | Lewis Hamilton    | 44   | Mercedes                                 | 21   | 10       | 17 | 12   | 3  | 380  | –1   |
| 3.  | +5  | Daniel Ricciardo  | 3    | Red Bull-TAG Heuer                       | 21   | 1        | 8  | 1    | 4  | 256  | +164 |
| 4.  | –1  | Sebastian Vettel  | 5    | Ferrari                                  | 20   | 0        | 7  | 0    | 3  | 212  | –66  |
| 5.  | +7  | Max Verstappen    | 33   | Red Bull-TAG Heuer Toro Rosso-Ferrari[1] | 21   | 1        | 7  | 0    | 1  | 204  | +155 |
| 6.  | –2  | Kimi Räikkönen    | 7    | Ferrari                                  | 21   | 0        | 4  | 0    | 1  | 186  | +36  |
| 7.  | +2  | Sergio Pérez      | 11   | Force India-Mercedes                     | 21   | 0        | 2  | 0    | 0  | 101  | +23  |
| 8.  | –3  | Valtteri Bottas   | 77   | Williams-Mercedes                        | 21   | 0        | 1  | 0    | 0  | 85   | –51  |
| 9.  | +1  | Nico Hülkenberg   | 27   | Force India-Mercedes                     | 21   | 0        | 0  | 0    | 1  | 72   | +14  |
| 10. | +7  | Fernando Alonso   | 14   | McLaren-Honda                            | 20   | 0        | 0  | 0    | 1  | 54   | +43  |
| 11. | –5  | Felipe Massa      | 19   | Williams-Mercedes                        | 21   | 0        | 0  | 0    | 0  | 53   | –68  |
| 12. | +3  | Carlos Sainz Jr.  | 55   | Toro Rosso-Ferrari                       | 21   | 0        | 0  | 0    | 0  | 46   | +28  |
| 13. | –2  | Romain Grosjean   | 8    | Haas-Ferrari                             | 19   | 0        | 0  | 0    | 0  | 29   | –22  |
| 14. | –7  | Danyiil Kvjat     | 26   | Toro Rosso-Ferrari Red Bull-TAG Heuer[1] | 20   | 0        | 1  | 0    | 1  | 25   | –70  |
| 15. | +1  | Jenson Button     | 22   | McLaren-Honda                            | 21   | 0        | 0  | 0    | 0  | 21   | +5   |
| 16. | +6  | Kevin Magnussen   | 20   | Renault                                  | 21   | 0        | 0  | 0    | 0  | 7    | +7   |
| 17. | –4  | Felipe Nasr       | 12   | Sauber-Ferrari                           | 21   | 0        | 0  | 0    | 0  | 2    | –25  |
| 18. | –   | Jolyon Palmer     | 30   | Renault                                  | 20   | 0        | 0  | 0    | 0  | 1    | –    |
| 19. | –   | Pascal Wehrlein   | 94   | Manor-Mercedes                           | 21   | 0        | 0  | 0    | 0  | 1    | –    |
| 20. | –   | Stoffel Vandoorne | 47   | McLaren-Honda                            | 1    | 0        | 0  | 0    | 0  | 1    | –    |
| 21. | –   | Esteban Gutiérrez | 21   | Haas-Ferrari                             | 21   | 0        | 0  | 0    | 0  | 0    | –    |
| 22. | –4  | Marcus Ericsson   | 9    | Sauber-Ferrari                           | 21   | 0        | 0  | 0    | 0  | 0    | –9   |
| 23. | –   | Esteban Ocon      | 31   | Manor-Mercedes                           | 9    | 0        | 0  | 0    | 0  | 0    | –    |
| 24. | –   | Rio Haryanto      | 88   | Manor-Mercedes                           | 12   | 0        | 0  | 0    | 0  | 0    | –    |

Megjegyzés:
- ↑ 1:  – Az adott versenyző a szezon első négy futamán másik csapatnál versenyzett.
- +/- A versenyző helyezése a 2015-ös világbajnoksághoz képest.

### Konstruktőrök
| #   | +/- | Csapat      | Modell     | Motor     | Gumi | Start | Győzelem | Dobogó | PP | LK | Pont | P+/– |
| --- | --- | ----------- | ---------- | --------- | ---- | ----- | -------- | ------ | -- | -- | ---- | ---- |
| 1.  | 0   | Mercedes    | W07 Hybrid | Mercedes  | P    | 21    | 19       | 33     | 20 | 9  | 765  | +62  |
| 2.  | +2  | Red Bull    | RB12       | TAG Heuer | P    | 21    | 2        | 16     | 1  | 5  | 428  | +281 |
| 3.  | –1  | Ferrari     | SF16-H     | Ferrari   | P    | 21    | 0        | 11     | 0  | 4  | 398  | –30  |
| 4.  | +1  | Force India | VJM09      | Mercedes  | P    | 21    | 0        | 2      | 0  | 1  | 173  | +33  |
| 5.  | –2  | Williams    | FW38       | Mercedes  | P    | 21    | 0        | 1      | 0  | 0  | 138  | –119 |
| 6.  | +3  | McLaren     | MP4-31     | Honda     | P    | 21    | 0        | 0      | 0  | 1  | 76   | +49  |
| 7.  | 0   | Toro Rosso  | STR11      | Ferrari   | P    | 21    | 0        | 0      | 0  | 1  | 63   | –4   |
| 8.  | –   | Haas        | VF-16      | Ferrari   | P    | 21    | 0        | 0      | 0  | 0  | 29   | –    |
| 9.  | –3  | Renault[2]  | RS16       | Renault   | P    | 21    | 0        | 0      | 0  | 0  | 8    | –70  |
| 10. | –2  | Sauber      | C35        | Ferrari   | P    | 21    | 0        | 0      | 0  | 0  | 2    | –34  |
| 11. | –1  | Manor       | MRT05      | Mercedes  | P    | 21    | 0        | 0      | 0  | 0  | 1    | +1   |

Megjegyzés:
- ↑ 2:  – A Renault F1 statisztikáit a jogelőd Lotus F1 Team statisztikáihoz viszonyítva.
- +/- A csapat helyezése a 2015-ös világbajnoksághoz képest.

### Csapattársak egymás elleni eredményei
Megjegyzés: Döntetlen esetén (időmérő edzések esetén ha egyik pilóta sem tudta kvalifikálni magát a futamra, versenyek esetén pedig ha mindkét pilóta kiesett vagy helyezetlenül ért célba, továbbá ha a korábbi csapattárs helyett más pilóta volt a csapattársa a futamon) a verseny nem számít bele az egymás elleni állásba. Ugyanez a helyzet áll fenn akkor, ha a csapat nem vett részt az adott nagydíjon. Emiatt előfordul, hogy egyes csapatoknál a szezon végén nem jön ki mind a 21 verseny.
| Időmérő edzések | Időmérő edzések   | Időmérő edzések | Időmérő edzések   | Időmérő edzések | Csapat               | Versenyek | Versenyek         | Versenyek | Versenyek         | Versenyek |
| Rajtszám        | Pilóta            | Állás           | Pilóta            | Rajtszám        | Csapat               | Rajtszám  | Pilóta            | Állás     | Pilóta            | Rajtszám  |
| --------------- | ----------------- | --------------- | ----------------- | --------------- | -------------------- | --------- | ----------------- | --------- | ----------------- | --------- |
| 6               | Nico Rosberg      | 9–12            | Lewis Hamilton    | 44              | Mercedes             | 6         | Nico Rosberg      | 10–10     | Lewis Hamilton    | 44        |
| 3               | Daniel Ricciardo  | 4–0             | Danyiil Kvjat     | 26              | Red Bull-TAG Heuer   | 3         | Daniel Ricciardo  | 3–1       | Danyiil Kvjat     | 26        |
| 3               | Daniel Ricciardo  | 11–6            | Max Verstappen    | 33              | Red Bull-TAG Heuer   | 3         | Daniel Ricciardo  | 10–7      | Max Verstappen    | 33        |
| 5               | Sebastian Vettel  | 10–11           | Kimi Räikkönen    | 7               | Ferrari              | 5         | Sebastian Vettel  | 14–7      | Kimi Räikkönen    | 7         |
| 11              | Sergio Pérez      | 9–12            | Nico Hülkenberg   | 27              | Force India-Mercedes | 11        | Sergio Pérez      | 13–8      | Nico Hülkenberg   | 27        |
| 19              | Felipe Massa      | 4–17            | Valtteri Bottas   | 77              | Williams-Mercedes    | 19        | Felipe Massa      | 9–12      | Valtteri Bottas   | 77        |
| 14              | Fernando Alonso   | 15–5            | Jenson Button     | 22              | McLaren-Honda        | 14        | Fernando Alonso   | 12–8      | Jenson Button     | 22        |
| 47              | Stoffel Vandoorne | 1–0             | Jenson Button     | 22              | McLaren-Honda        | 20        | Stoffel Vandoorne | 1–0       | Jenson Button     | 22        |
| 33              | Max Verstappen    | 3–1             | Carlos Sainz Jr.  | 55              | Toro Rosso-Ferrari   | 33        | Max Verstappen    | 2–2       | Carlos Sainz Jr.  | 55        |
| 26              | Danyiil Kvjat     | 6–11            | Carlos Sainz Jr.  | 55              | Toro Rosso-Ferrari   | 26        | Danyiil Kvjat     | 3–12      | Carlos Sainz Jr.  | 55        |
| 8               | Romain Grosjean   | 12–9            | Esteban Gutiérrez | 21              | Haas-Ferrari         | 8         | Romain Grosjean   | 9–10      | Esteban Gutiérrez | 21        |
| 20              | Kevin Magnussen   | 12–9            | Jolyon Palmer     | 30              | Renault              | 20        | Kevin Magnussen   | 11–9      | Jolyon Palmer     | 30        |
| 9               | Marcus Ericsson   | 13–8            | Felipe Nasr       | 12              | Sauber-Ferrari       | 9         | Marcus Ericsson   | 12–8      | Felipe Nasr       | 12        |
| 94              | Pascal Wehrlein   | 7–5             | Rio Haryanto      | 88              | Manor-Mercedes       | 94        | Pascal Wehrlein   | 10–1      | Rio Haryanto      | 88        |
| 94              | Pascal Wehrlein   | 7–2             | Esteban Ocon      | 31              | Manor-Mercedes       | 94        | Pascal Wehrlein   | 3–6       | Esteban Ocon      | 31        |

#### Csapat színkódok
| Csapat  | Mercedes | Ferrari | Williams | Red Bull | Force India | Renault | Toro Rosso | Sauber | McLaren | Manor | Haas |
| ------- | -------- | ------- | -------- | -------- | ----------- | ------- | ---------- | ------ | ------- | ----- | ---- |
| Színkód |          |         |          |          |             |         |            |        |         |       |      |